# 9. August
Der 9. August ist der 221. Tag des gregorianischen Kalenders (der 222. in Schaltjahren), somit bleiben 144 Tage bis zum Jahresende.

## Ereignisse

### Politik und Weltgeschehen

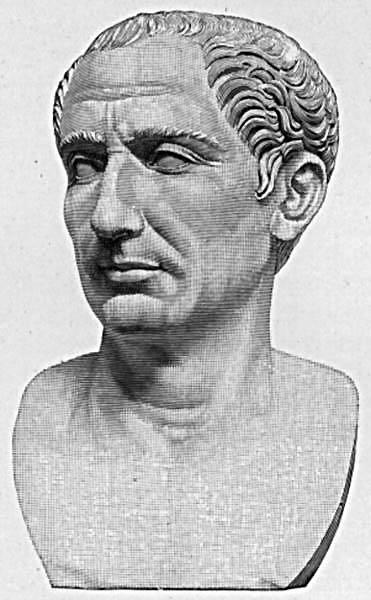
48 v. Chr.: Gaius Iulius Caesar

- 0048 v. Chr.: Im Römischen Bürgerkrieg besiegt Gaius Iulius Caesar die von Pompeius befehligten Truppen des römischen Senats in der Schlacht von Pharsalos in Thessalien und festigt damit seine Macht im gesamten Mittelmeerraum.
- 0378: In der Schlacht von Adrianopel unterliegt das römische Heer den Westgoten unter Fritigern. Kaiser Valens fällt.
- 0907: In der letzten von drei Schlachten bei Pressburg besiegen die Ungarn ein bayerisches Heer unter Markgraf Luitpold von Bayern vernichtend. Das Ostfrankenreich verliert als Folge die Kontrolle über die Ostmark und steht künftigen Ungarneinfällen offen. Die Niederlage bewirkt zudem den Untergang des Großmährischen Reiches.
- 1157: Bei Verhandlungen der drei zerstrittenen Anwärter auf den dänischen Thron in Roskilde fällt Knut V. einem Mordanschlag seines Vetters Sven III. zum Opfer. Waldemar I. entkommt dem Gemetzel.
- 1318: Der englische König Eduard II. und sein mächtiger Cousin Thomas of Lancaster schließen den Vertrag von Leake, um die politischen Spannungen zwischen sich zu beseitigen.
- 1514: Herzog Ulrich von Württemberg bestraft 1700 Bauern des Bundschuh-Haufens Armer Konrad in seinem Land mit Geld- und Kerkerstrafen. Alle Anführer werden hingerichtet.
- 1588: Ein schwerer Sturm, der fünf Tage andauert, verhindert den neuerlichen Versuch einer Vereinigung der geschlagenen Spanischen Armada mit der Invasionsarmee des Herzogs von Parma in den Niederlanden und treibt die Schiffe weit nach Norden vor die schottische Küste.

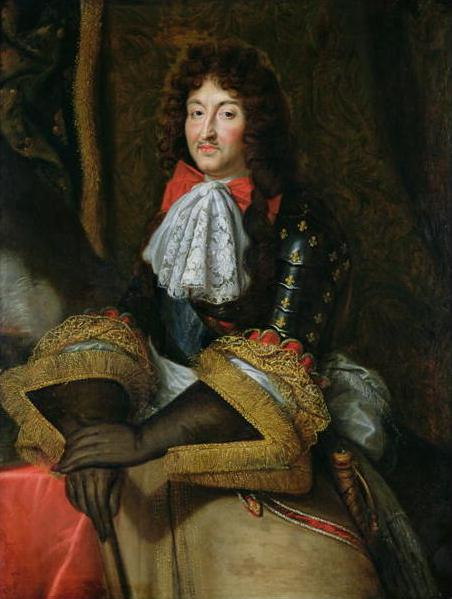
1680: Ludwig XIV.

- 1680: Ludwig XIV. vereinnahmt mit Hilfe seiner Reunionskammern das Elsass mit konstruierten Besitzansprüchen für Frankreich. Weitere Reunionen drohen pfälzischen und trierischen Gebieten.
- 1792: Franz II. wird zum König von Böhmen gekrönt.
- 1805: Österreich, Großbritannien, Russland, Schweden und das stark dezimierte Königreich Sardinien-Piemont bilden die dritte Koalition gegen Frankreich.
- 1814: Der Vertrag von Fort Jackson zwischen den USA und den Creek beendet den Creek-Krieg. Die Creek müssen mehr als die Hälfte ihres Stammesgebietes an die USA abtreten.
- 1814: Die Schlacht an der Langnes-Schanze ist die letzte kriegerische Auseinandersetzung zwischen skandinavischen Ländern.

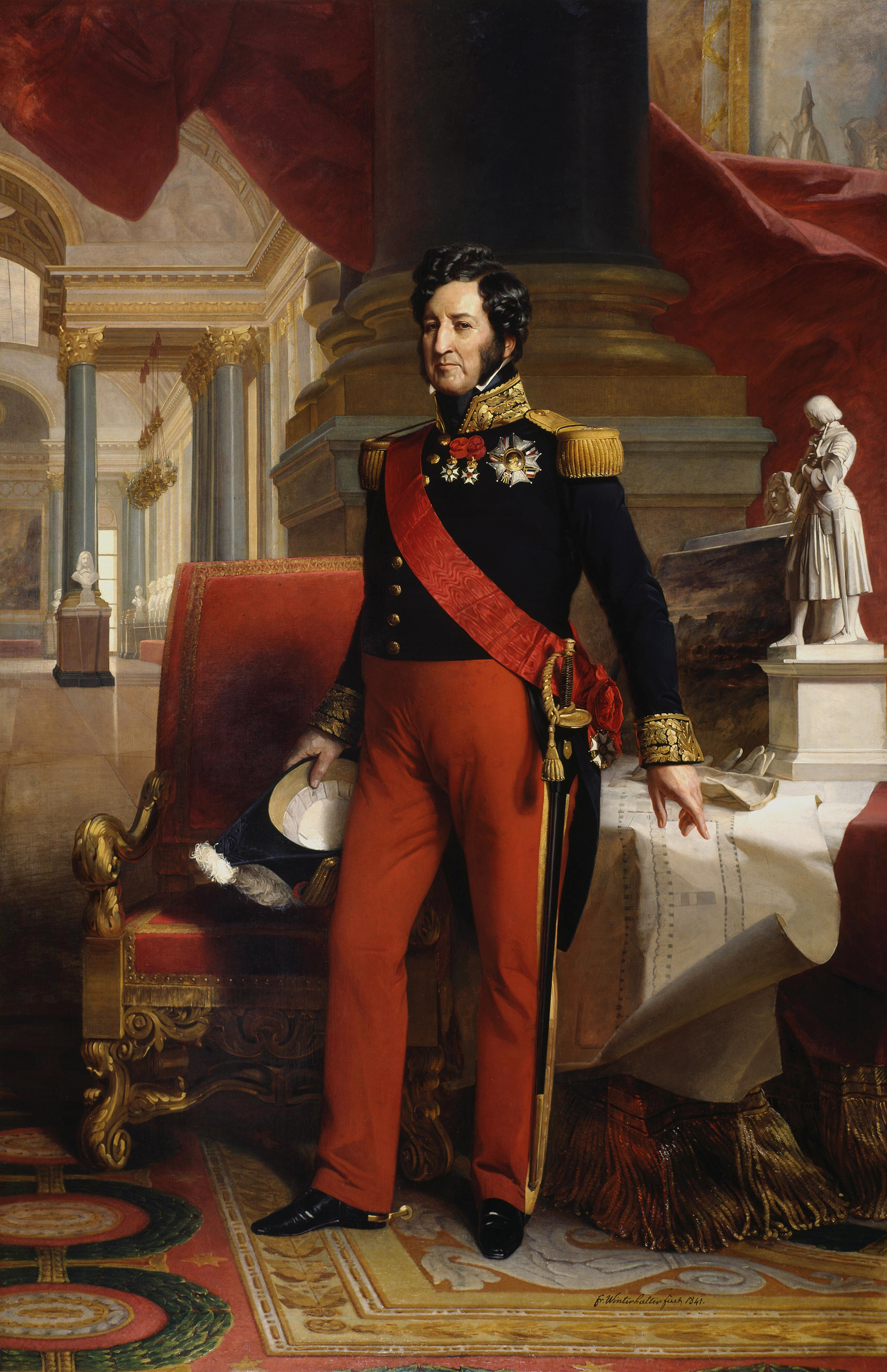
1830: Louis-Philippe

- 1830: Der Herzog von Orléans nimmt als Louis-Philippe die ihm angetragene Königskrone von Frankreich an.
- 1832: Leopold I., König der Belgier, heiratet in der Kapelle des Schlosses Compiègne die französische Prinzessin Louise d’Orléans, Tochter des Königs Louis-Philippe I.
- 1854: Nach dem Unfalltod von König Friedrich August II. wird sein Bruder Johann neuer Herrscher im Königreich Sachsen.
- 1862: In der Schlacht am Cedar Mountain während des Sezessionskrieges besiegen die Konföderierten unter General „Stonewall“ Jackson die Unionstruppen und können dadurch die Kriegshandlungen in den Norden Virginias verlagern.
- 1886: Prorussische Offiziere putschen gegen den bulgarischen Fürsten Alexander I. und zwingen ihn zur Abdankung.
- 1890: Die Insel Helgoland wird von den Briten in deutsche Verwaltung übergeben.
- 1902: Edward VII. wird zum König von Großbritannien und Irland gekrönt.

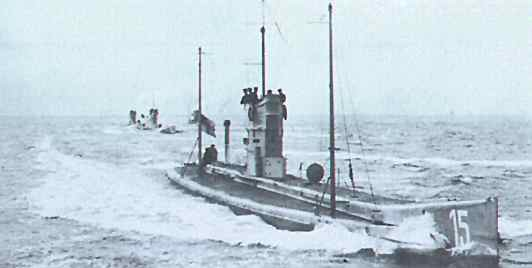
1914: U 15

- 1914: Im Ersten Weltkrieg geht mit U 15 das erste deutsche U-Boot mit seiner Besatzung verloren. Der britische Leichte Kreuzer HMS Birmingham rammt das deutsche Kriegsschiff, bevor es tauchen kann, und verursacht seinen Untergang.
- 1918: Angeführt vom italienischen Dichter Gabriele D’Annunzio tauchen erstmals im Ersten Weltkrieg feindliche Flugzeuge über der österreichisch-ungarischen Hauptstadt auf. Bei dem Flug über Wien werden statt Bomben mehrere hunderttausend Flugblätter abgeworfen.
- 1919: Der Anglo-iranische Vertrag wird von Vertretern der britischen und iranischen Regierung unterzeichnet.
- 1931: In Preußen scheitert ein Volksentscheid zur Auflösung des preußischen Landtages, der von den republikfeindlichen Rechtsparteien initiiert und von der KPD mit unterstützt wurde.
- 1942: Nachdem er am Vortag für die sofortige Unabhängigkeit Indiens eingetreten ist, wird Mahatma Gandhi von der britischen Kolonialmacht neben einer Reihe von Kongressmitgliedern verhaftet. Dies bildet den Auftakt der Quit-India-Bewegung.
- 1942: In der Schlacht vor Savo Island im Pazifikkrieg verbuchen die Japaner bei den Salomon-Inseln einen Erfolg über einen alliierten Flottenverband, der aus zwei Schweren Kreuzern und zwei Zerstörern besteht.

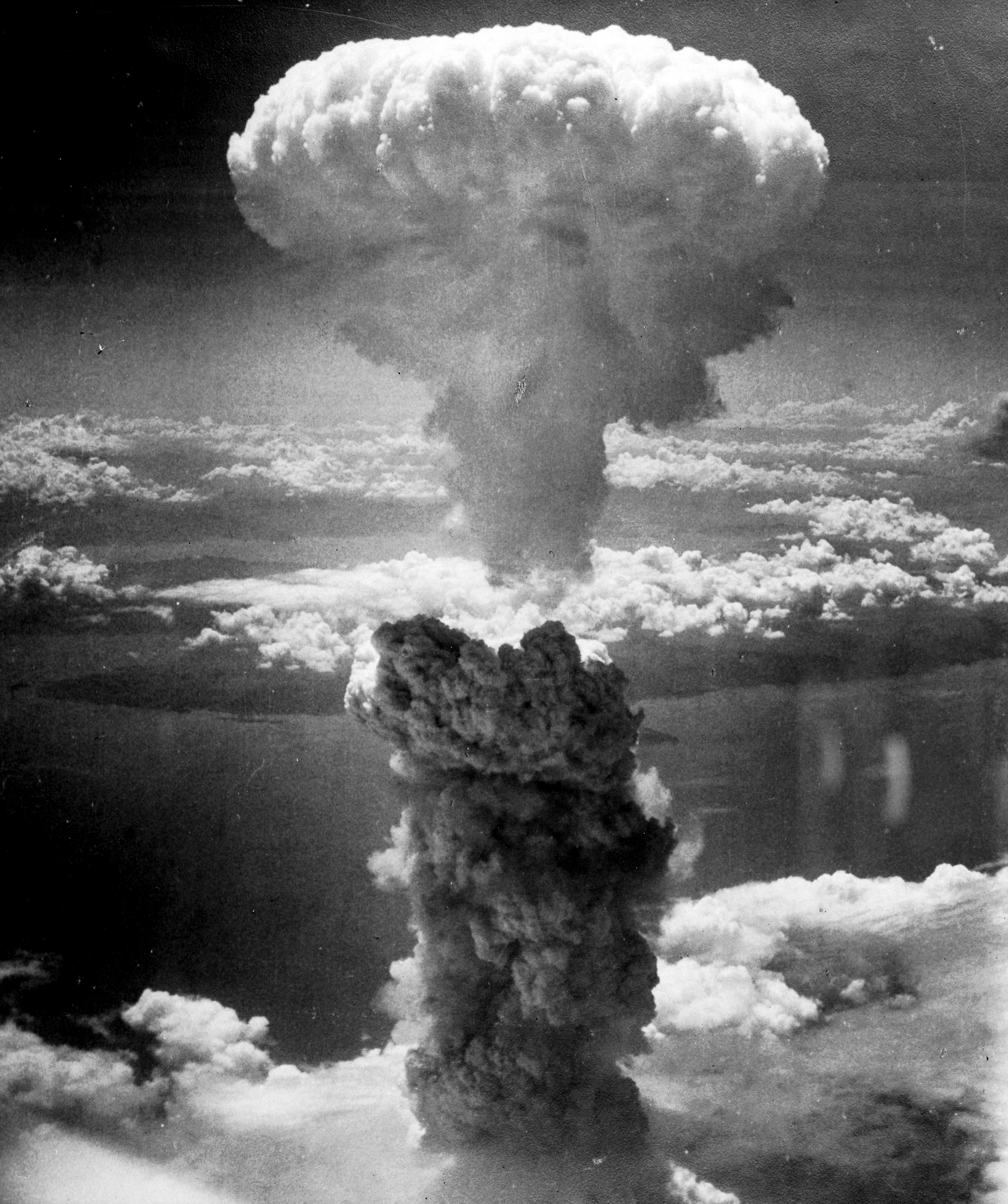
1945: Explosion von Fat Man über Nagasaki

- 1945: Abwurf auf Nagasaki: Aufgrund starker Bewölkung wird die zweite Atombombe des Zweiten Weltkriegs, Fat Man, nicht über dem ursprünglichen Ziel Kokura abgeworfen, sondern über der Mitsubishi-Waffenfabrik nahe Nagasaki. 70.000 Menschen sind sofort tot.
- 1945: Die Sowjetunion tritt in den Krieg gegen Japan ein und beginnt die Invasion der Mandschurei.
- 1954: Die Türkei, Griechenland und Jugoslawien schließen in Bled den auf zwanzig Jahre befristeten Balkanpakt.
- 1956: In Südafrika demonstrieren 20.000 Frauen aller Ethnien und aus allen Landesteilen gegen den Native Urban Areas Act vor den Union Buildings in Pretoria, dem Regierungssitz.
- 1960: Das erste Jugendarbeitsschutzgesetz der Bundesrepublik Deutschland wird veröffentlicht. Unter anderem dürfen danach Jugendliche unter 16 Jahren maximal 40 Stunden pro Woche beschäftigt werden, Akkord- und Fließbandarbeit sind Jugendlichen unter 18 Jahren verwehrt.
- 1965: Nach dem Ausscheiden aus der Föderation Malaya am 7. August wird Singapurs Unabhängigkeit von Malaysia gegen den Willen des Premiers Lee Kuan Yew anerkannt. Der 9. August wurde anschließend zum Nationalfeiertag Singapurs.
- 1974: Richard Nixon tritt als erster Präsident der Vereinigten Staaten vom Amt zurück, um einer drohenden Amtsenthebung zuvorzukommen.
- 1990: Die Annexion Kuwaits durch den Irak wird vom UN-Sicherheitsrat für null und nichtig erklärt. Er fordert im Golfkrieg den sofortigen Rückzug der irakischen Armee aus dem Land.
- 1993: Albert II. schwört den Eid auf die belgische Verfassung und wird damit König der Belgier.
- 1999: Der russische Präsident Boris Nikolajewitsch Jelzin bestellt den Leiter des Inlandsgeheimdienstes, Wladimir Wladimirowitsch Putin, zum Ministerpräsidenten.

### Wirtschaft
- 1817: Johann Friedrich Gottlob Koenig und Andreas Friedrich Bauer gründen die älteste Druckmaschinenfabrik der Welt Koenig & Bauer.
- 2007: Die Europäische Zentralbank (EZB) reagiert als erste Notenbank auf die vom US-Hypothekenmarkt ausgegangene Finanzkrise und versorgt die Banken in bis dahin nicht gekanntem Umfang mit Liquidität; dies, nachdem der Geldhandel zwischen den Banken in der Eurozone aufgrund fehlenden Vertrauens zusammengebrochen ist.

### Wissenschaft und Technik
- 1803: Auf der Seine in Paris führt der amerikanische Erfinder Robert Fulton das Dampfschiff Clermont vor. Doch Napoleon Bonaparte glaubt nicht, dass der Dampfantrieb eine Zukunft habe.
- 1847: Die Schweizerische Nordbahn eröffnet den ersten Streckenabschnitt der Strecke Zürich-Basel zwischen Zürich und Baden AG. Diese erste Eisenbahnstrecke der Schweiz erhält bald den Namen Spanisch-Brötli-Bahn.
- 1884: Das erste steuerbare Luftschiff, die La France, kreist eine Runde über dem Ort Chalais-Mendon in Frankreich. Das Luftschiff wurde von Charles Renard, seinem Bruder Paul und Hauptmann Arthur H. C. Krebs entwickelt.

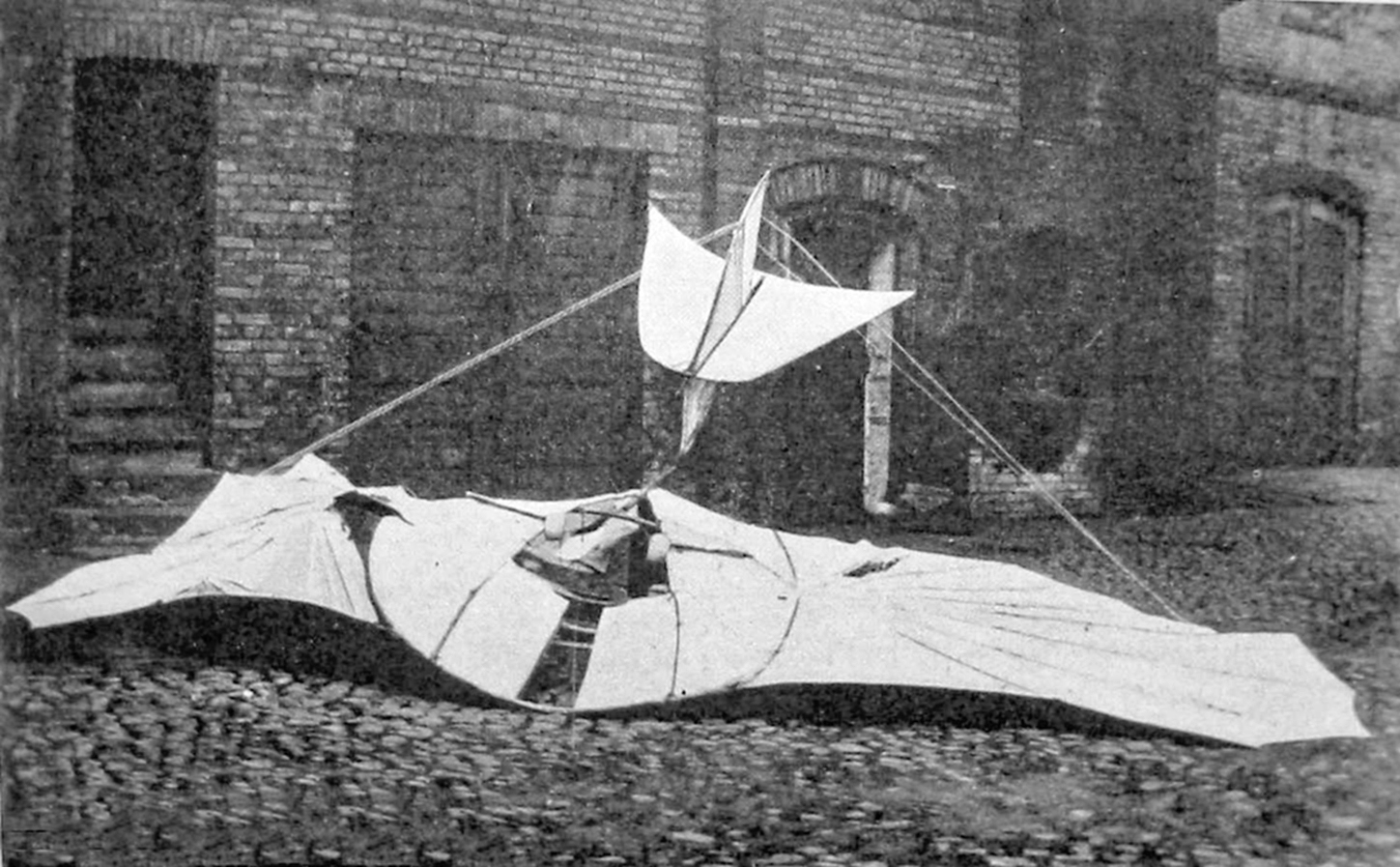
1896: Lilienthals zerstörter Gleiter

- 1896: Der Flugpionier Otto Lilienthal stürzt bei einem Flug in Stölln am Gollenberg im Havelland ab und stirbt am folgenden Tag an seinen Verletzungen.
- 1910: Mit Auslaufen des Polarschiffes Fram aus der norwegischen Hauptstadt Kristiania in Richtung Bucht der Wale beginnt Roald Amundsen seine, vor der Öffentlichkeit noch geheimgehaltene, Südpolarexpedition.
- 2003: Ein Modellflugzeug des Typs TAM 5 wird zur ersten Atlantiküberquerung im Nonstopflug eines Flugzeuges in der Gewichtsklasse bis 5 kg gestartet.
- 2004: Mit der Registrierung seiner Internet-Domain wird das freie Geodaten-Projekt OpenStreetMap geboren.
- 2005: Das Space Shuttle Discovery kehrt von seiner Mission aus dem All zurück. Es ist die erste Landung des Space Shuttles nach der Katastrophe der Raumfähre Columbia zweieinhalb Jahre zuvor.

### Gesellschaft

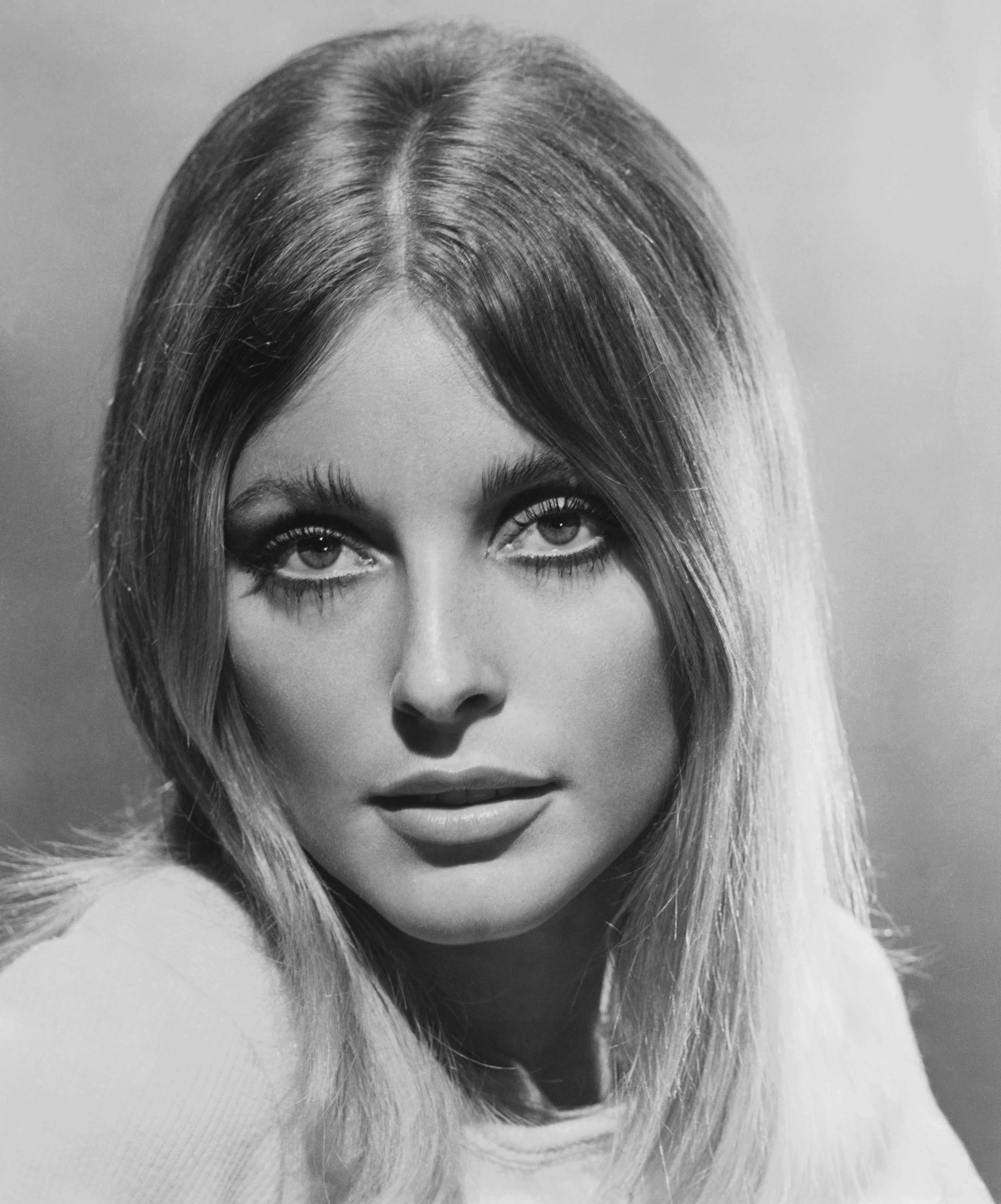
1969: Sharon Tate

- 1969: Die US-amerikanische Schauspielerin Sharon Tate, Ehefrau des polnischen Filmregisseurs Roman Polański, wird hochschwanger gemeinsam mit vier Freunden von den Sektenmitgliedern der Charles-Manson-Family in ihrem Haus ermordet.
- 1981: Im August wird in Berlin der Tuwat-Kongress angekündigt.

### Kultur
- 1173: Der Grundstein für den Campanile neben dem Dom zu Pisa wird gelegt. Der Turm wird später als „Schiefer Turm von Pisa“ bekannt.

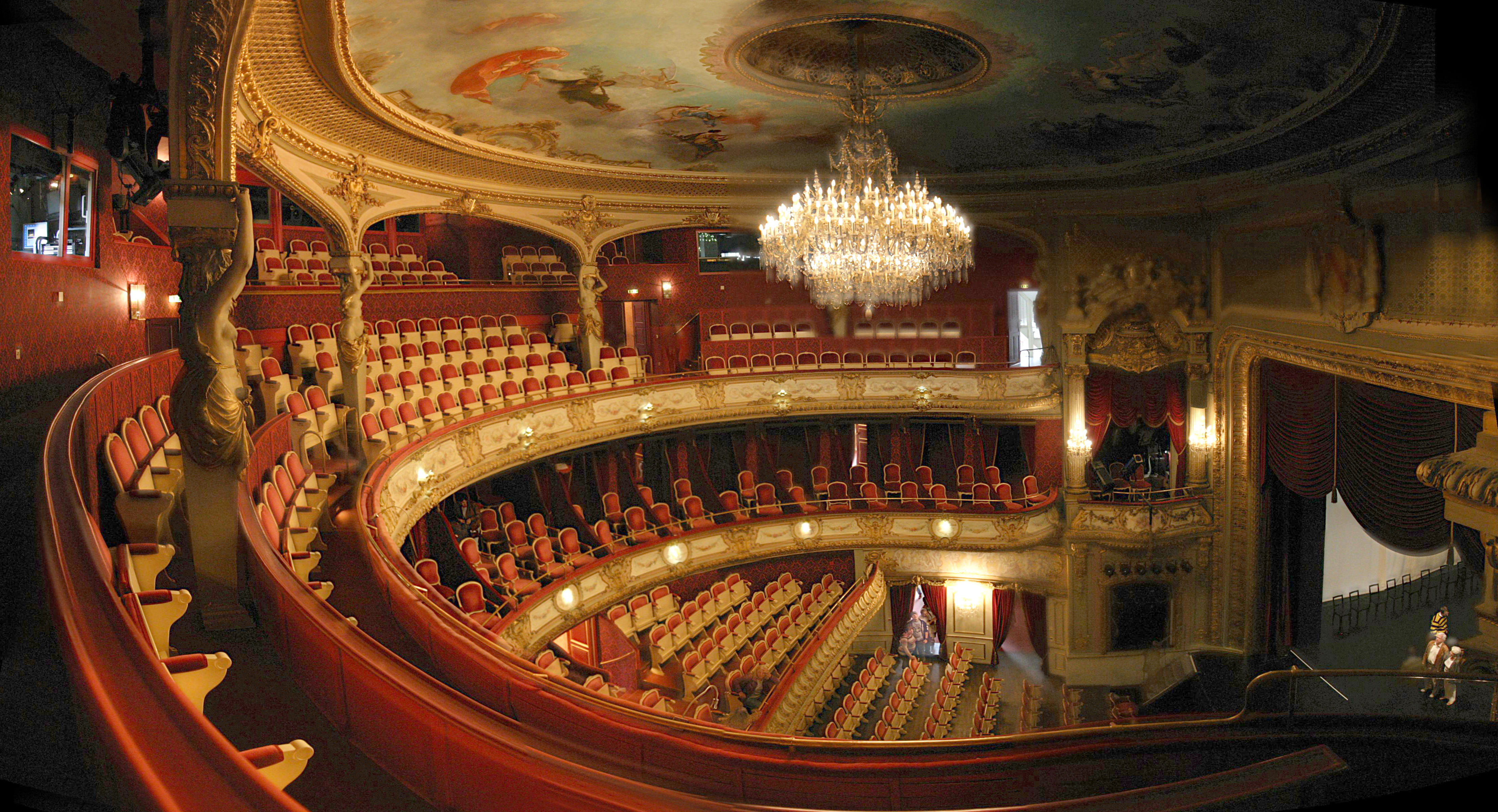
1862: Theater Baden-Baden

- 1862: Anlässlich der Eröffnung des Theaters Baden-Baden wird die zweiaktige Oper Béatrice et Bénédict von Hector Berlioz uraufgeführt. Das Libretto, frei nach William Shakespeares Viel Lärm um nichts stammt vom Komponisten selbst.
- 1949: Im Rahmen der Salzburger Festspiele wird in der Felsenreitschule Carl Orffs Vertonung der Tragödie Antigonae des Sophokles in der deutschen Übersetzung von Friedrich Hölderlin uraufgeführt.

### Religion
- 1471: Francesco della Rovere wird unter dem Namen Sixtus IV. Papst.
- 1903: Giuseppe Melchiorre Sarto wird als Pius X. zum Papst gekrönt.

### Katastrophen
- 1912: Bei einem Erdbeben der Stärke 7,4 (Mercalli-Sieberg-Skala) in der Türkei mit Schäden in Istanbul, Edirne, Adapazarı, Bursa und anderen Orten sterben bis zu 3.000 Menschen.

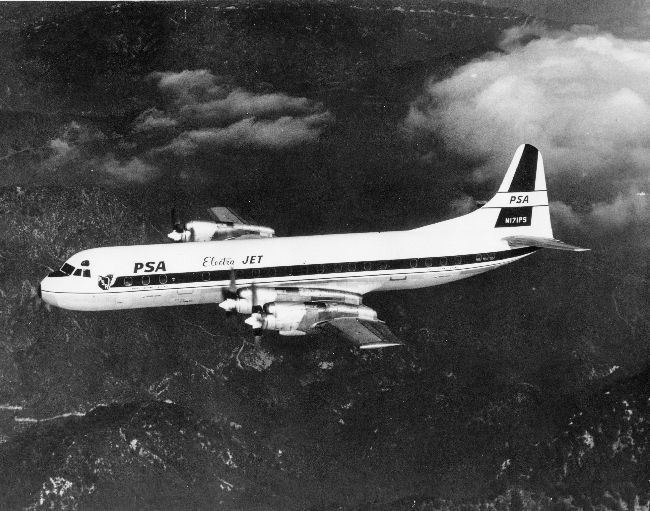
1970: Lockheed L-188 Electra

- 1970: Eine Verkehrsmaschine vom Typ Lockheed L-188 Electra stürzt wegen eines Defekts des dritten Motors bei Cusco in Peru ab. 99 der 100 an Bord befindlichen Insassen und zwei Landwirte am Boden sterben.
- 1974: Die Havarie des niederländischen Öltankers Metula in der Magellanstraße führt zum Austreten von 53.000 Tonnen Rohöl. Der angeschwemmte Ölteppich kostet in der Folgezeit an Feuerlands Küsten etwa 40.000 Tieren das Leben.
- 2009: Eine Flut- und Schlammwelle, ausgelöst durch einen Erdrutsch nach massiven Regenfällen infolge des Taifuns Morakot, verwüstet das Dorf Xiaolin der Landgemeinde Jiaxian (Taiwan). 400 Menschen kommen ums Leben bzw. gelten seitdem als vermisst.
- 2024: Beim Absturz des VoePass-Linhas-Aéreas-Flugs 2283 nordwestlich von São Paulo, Brasilien, kommen alle 58 Passagiere und vier Crew-Mitglieder ums Leben.

Kleinere Unglücksfälle sind in den Unterartikeln von Katastrophe und in der Liste von Katastrophen aufgeführt.

### Natur und Umwelt
- 1974: Auf der spanischen Kanareninsel Lanzarote wird der Nationalpark Timanfaya ausgewiesen.

### Sport
Einträge von Leichtathletik-Weltrekorden befinden sich unter der jeweiligen Disziplin unter Leichtathletik.

## Geboren

### Vor dem 18. Jahrhundert
- 1298: Robert Ufford, 1. Earl of Suffolk, englischer Adliger
- 1441: Danjong, König der Joseon-Dynastie in Korea
- 1477: Laurentius Zoch, deutscher Jurist und Rechtswissenschaftler
- 1515: William Pole, englischer Politiker
- 1538: Lorenzo Priuli, Patriarch von Venedig
- 1544: Bogislaw XIII., Herzog von Pommern-Barth-Rügen
- 1565: Ludwig II., Graf von Nassau-Weilburg
- 1580: Peter Theodoricus, deutscher Rechtswissenschaftler
- 1590: John Webster, englischer Kolonist und Gouverneur der Colony of Connecticut
- 1593: Izaak Walton, englischer Schriftsteller

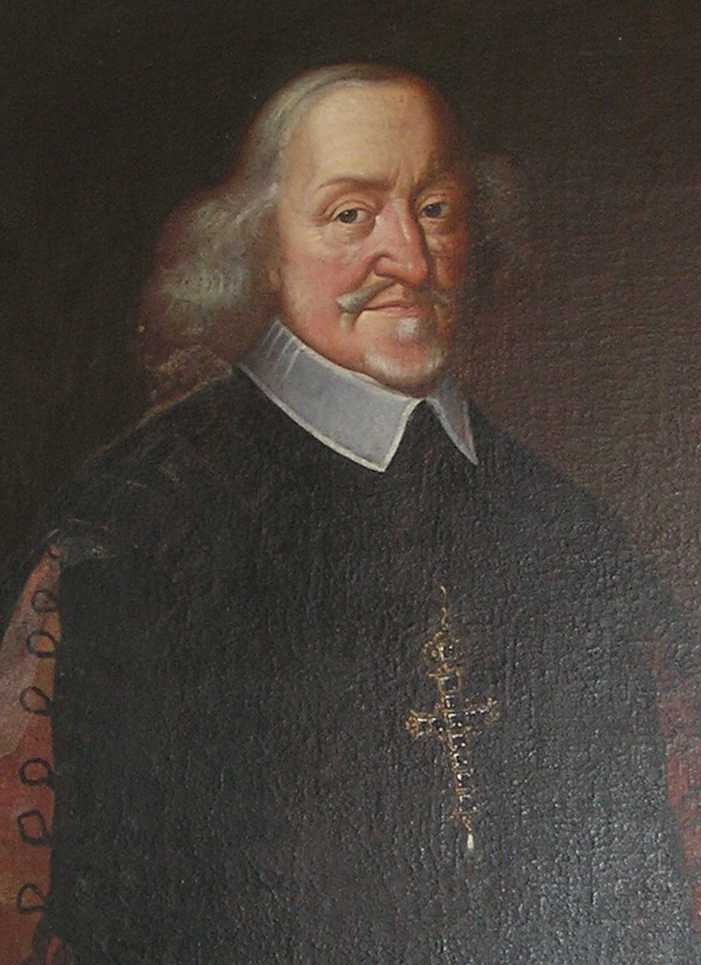
Marquard II. Schenk von Castell (* 1605)

- 1605: Marquard II. Schenk von Castell, Fürstbischof von Eichstätt
- 1611: Heinrich von Nassau, Graf zu Nassau-Siegen
- 1639: Konrad Tiburtius Rango, deutscher lutherischer Theologe und Naturforscher
- 1648: Johann Michael Bach, deutscher Komponist
- 1657: Pierre-Étienne Monnot, französischer Bildhauer
- 1663: Ferdinando de’ Medici, Erbprinz der Toskana und Mäzen
- 1667: David Hoyer, deutscher Maler

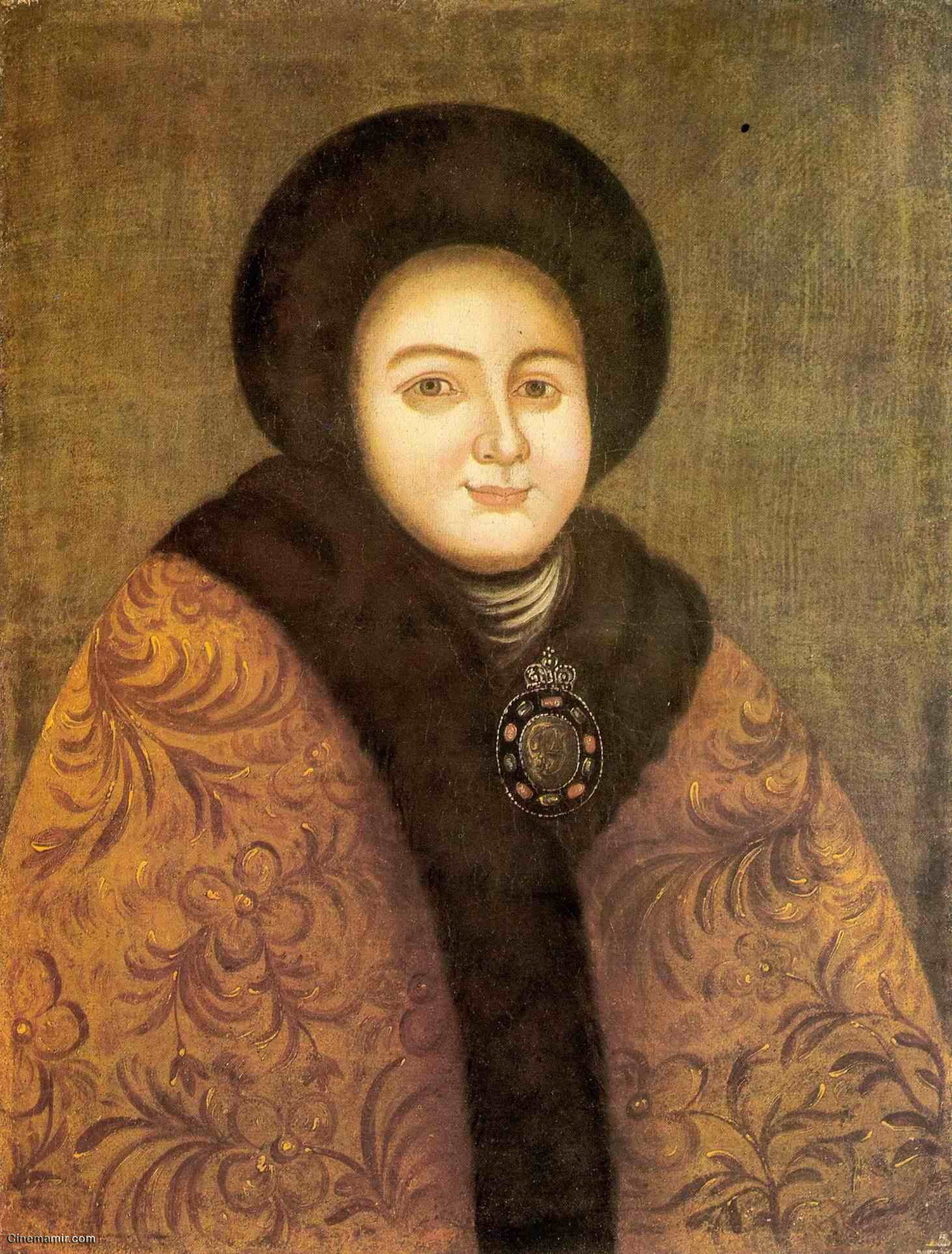
Jewdokija Lopuchina (* 1669)

- 1669: Jewdokija Fjodorowna Lopuchina, erste Frau Peters I.
- 1674: Franz Maximilian Kaňka, tschechischer Architekt
- 1680: Johann Philipp Breyne, deutscher Botaniker, Paläontologe und Zoologe
- 1685: Claude-Joseph Geoffroy, französischer Botaniker, Mykologe und Apotheker
- 1693: Sophie Wilhelmine von Sachsen-Coburg-Saalfeld, Fürstin von Schwarzburg-Rudolstadt

### 18. Jahrhundert
- 1718: Placidus von Camerloher, deutscher Komponist
- 1722: Jacques-Louis de Pourtalès, Schweizer Plantagenbesitzer, Unternehmer und Bankier

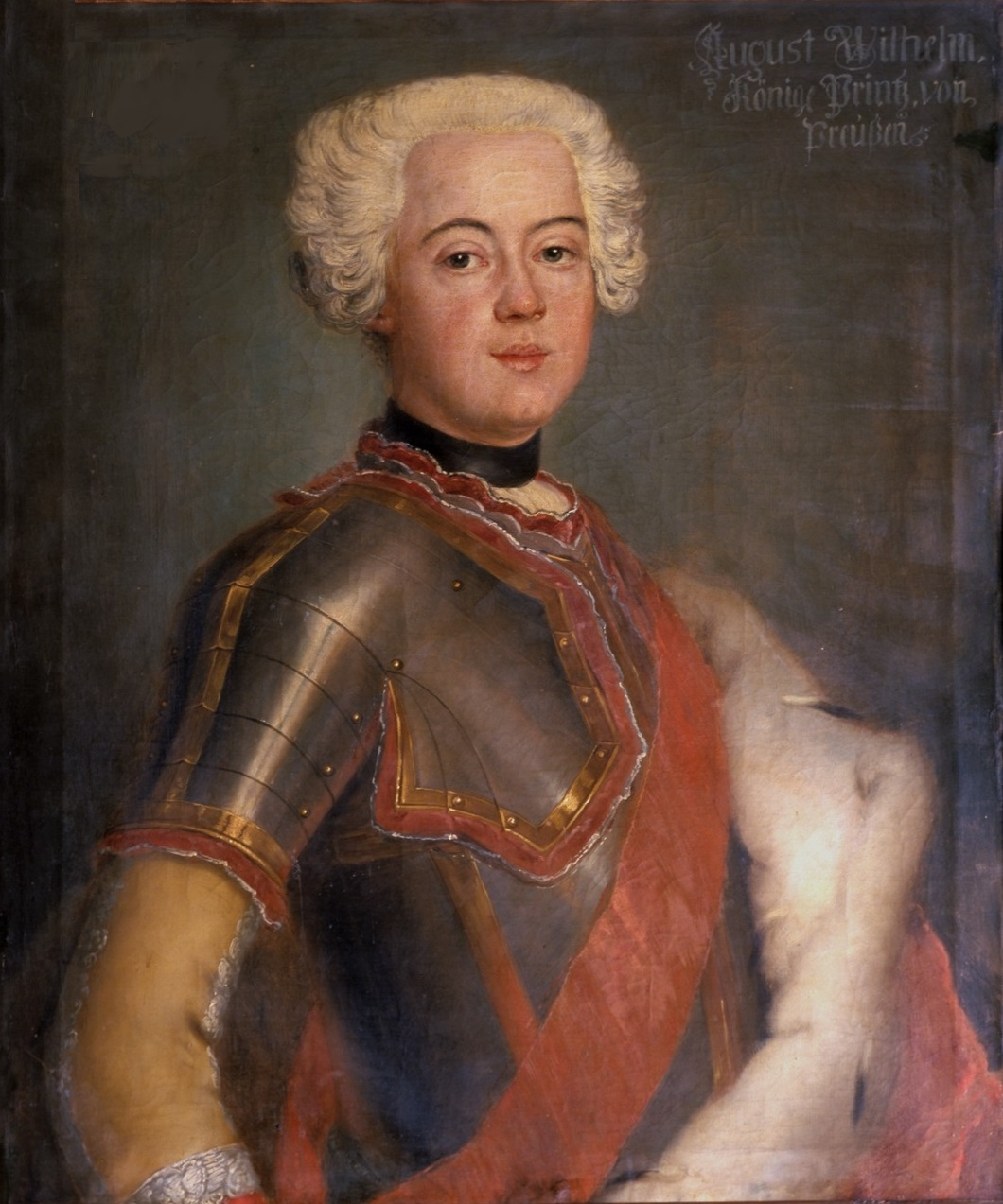
August Wilhelm von Preußen (* 1722)

- 1722: August Wilhelm von Preußen, preußischer Prinz und General
- 1732: Eberhard Ludwig Becht, deutscher Archivar, Bürgermeister von Heilbronn
- 1736: Louis V. Joseph, Fürst von Condé und General der französischen Armee
- 1737: John Wentworth, britischer Kolonialverwalter, Gouverneur von New Hampshire und Nova Scotia
- 1738: Anna Pestalozzi, Ehefrau Johann Heinrich Pestalozzis
- 1745: Wolfgang Schlichtinger, österreichischer katholischer Geistlicher
- 1748: Bernhard Schott, deutscher Musiker und Musikverleger
- 1750: Helwig Bernhard Jaup, deutscher Jurist und Hochschullehrer

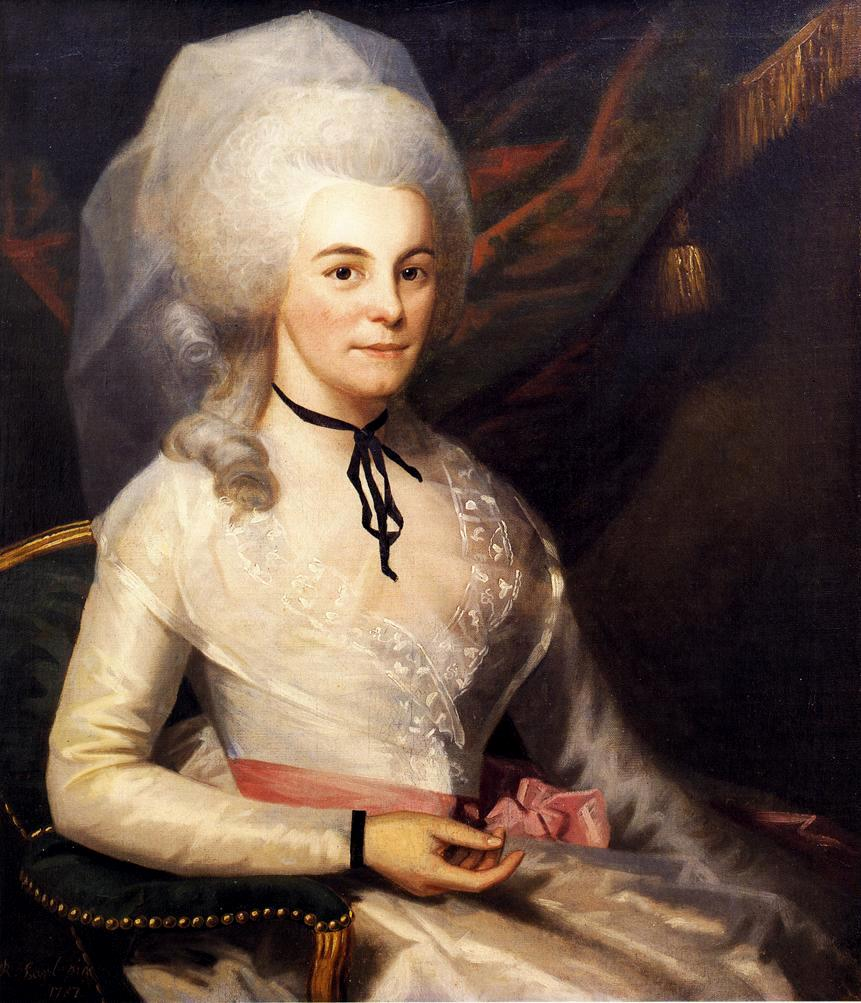
Elizabeth Schuyler Hamilton (* 1757)

- 1757: Elizabeth Schuyler Hamilton, US-amerikanische Philanthropin
- 1757: Thomas Telford, britischer Baumeister
- 1759: Ernst Christoph Helle, deutscher Fabrikant und Kommunalpolitiker

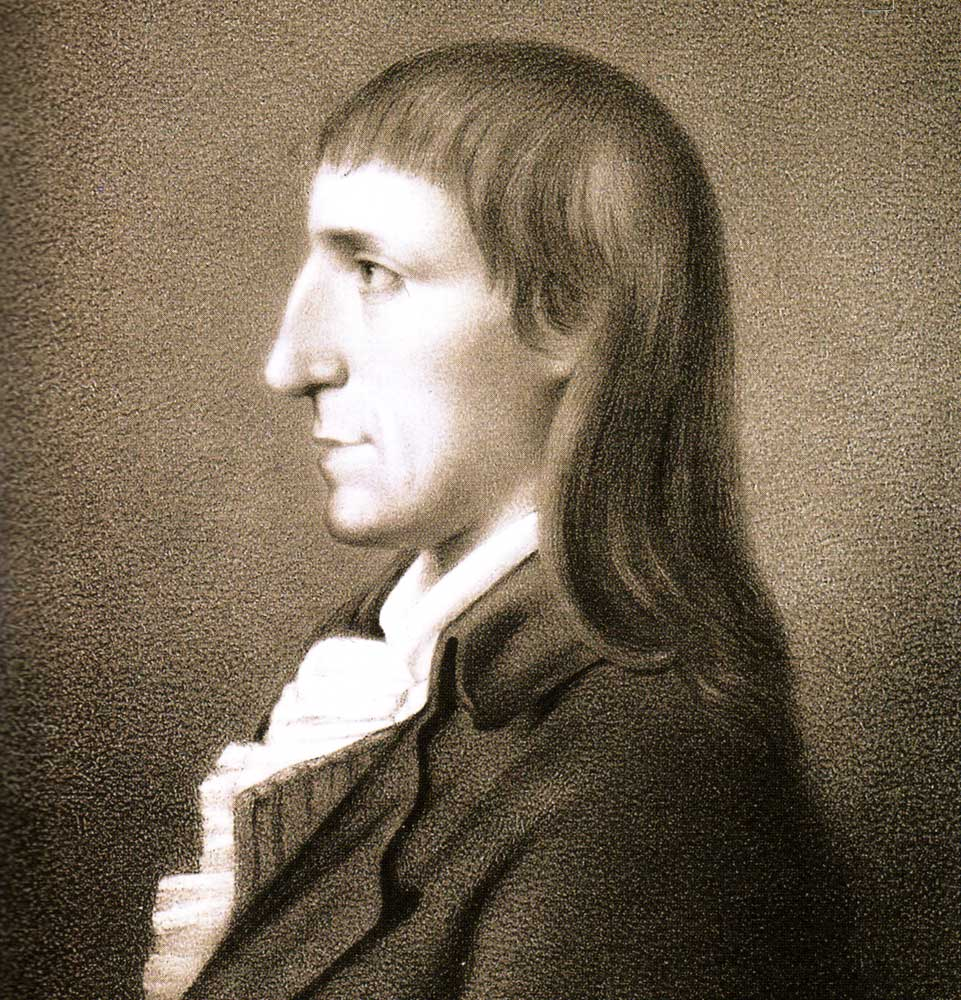
J. C. F. GutsMuths (* 1759)

- 1759: Johann Christoph Friedrich GutsMuths, deutscher Pädagoge
- 1764: Caroline Auguste Fischer, deutsche Schriftstellerin und Frauenrechtlerin
- 1767: Ludwig Friedrich II., Fürst von Schwarzburg-Rudolstadt
- 1772: Christian Jakob von Schneider. deutscher Schriftsteller und Verleger
- 1775: Hans Caspar Escher, Schweizer Architekt und Industriepionier
- 1776: Amedeo Avogadro, italienischer Physiker und Chemiker
- 1778: Vinzenz Sultzer, französische Ordensschwester und Generaloberin
- 1782: Felix von Stregen k.k. Ingenieur-Offizier, trassierte die erste Streckenvariante für die Semmeringbahn
- 1785: Carl August Schwerdgeburth, deutscher Kupferstecher und Maler
- 1789: Robert Nicolas-Charles Bochsa, französischer Komponist und Harfenvirtuose
- 1794: Achille Valenciennes, französischer Zoologe
- 1796: Eduard von Rabenau, Dompropst von Naumburg und preußischer Politiker

### 19. Jahrhundert

#### 1801–1850
- 1806: Eugène Giraud, französischer Maler und Kupferstecher
- 1808: Richard von Friesen, sächsischer Politiker
- 1808: Hans Lassen Martensen, dänischer Theologe
- 1810: Louis Ammy Blanc, deutscher Maler
- 1811: August von Asbrand-Porbeck, deutscher Verwaltungsbeamter
- 1811: Josephus Laurentius Dyckmans, belgischer Maler

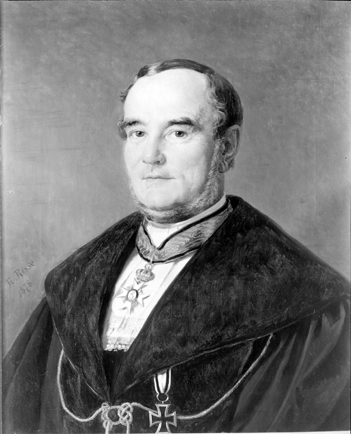
Victor von Bruns (* 1812)

- 1812: Victor von Bruns, deutscher Chirurg
- 1816: Karl Oppel, deutscher Schriftsteller
- 1819: William Thomas Green Morton, US-amerikanischer Arzt, Wegbereiter der Anästhesie
- 1828: Joseph Eduard Konrad Bischoff, deutscher Schriftsteller und katholischer Priester
- 1828: Gottlieb Ziegler, Schweizer reformierter Geistlicher und Politiker
- 1832: Alexander von Monts, deutscher Offizier der Marine
- 1833: Heinrich Wiethase, deutscher Architekt und Dombaumeister
- 1834: Elias Álvares Lôbo, brasilianischer Komponist
- 1834: Manuel Pardo, Staatspräsident von Peru
- 1837: John Atherton, britischer Entdeckungsreisender
- 1837ː Helene Noack, deutsche Malerin

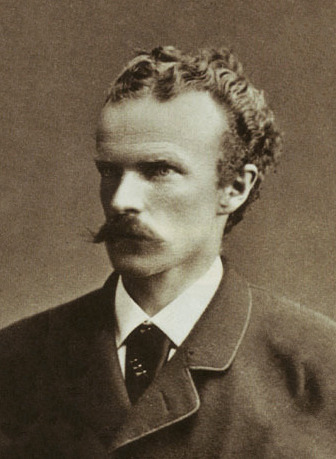
Carl Theodor in Bayern (* 1839)

- 1839: Carl Theodor in Bayern, deutscher Augenarzt
- 1839: Gaston Paris, französischer Philologe
- 1842ː Karoline Rosing, grönländische Hebamme und Übersetzerin
- 1844: Hugo Blümner, deutscher Altphilologe und Archäologe
- 1845: Ludwig August von Sachsen-Coburg und Gotha, kaiserlich brasilianischer General
- 1846: Ludwig Darmstaedter, deutscher Chemiker und Wissenschaftshistoriker
- 1847: Maria Vittoria dal Pozzo, Königin von Spanien und Herzogin von Aosta
- 1847: Auguste Sprengel, deutsche Erzieherin, Begründerin der deutschen Frauenschulbewegung
- 1848: Elise Prehn, deutsche Blumenmalerin
- 1850: Johann Büttikofer, Schweizer Zoologe

#### 1851–1875

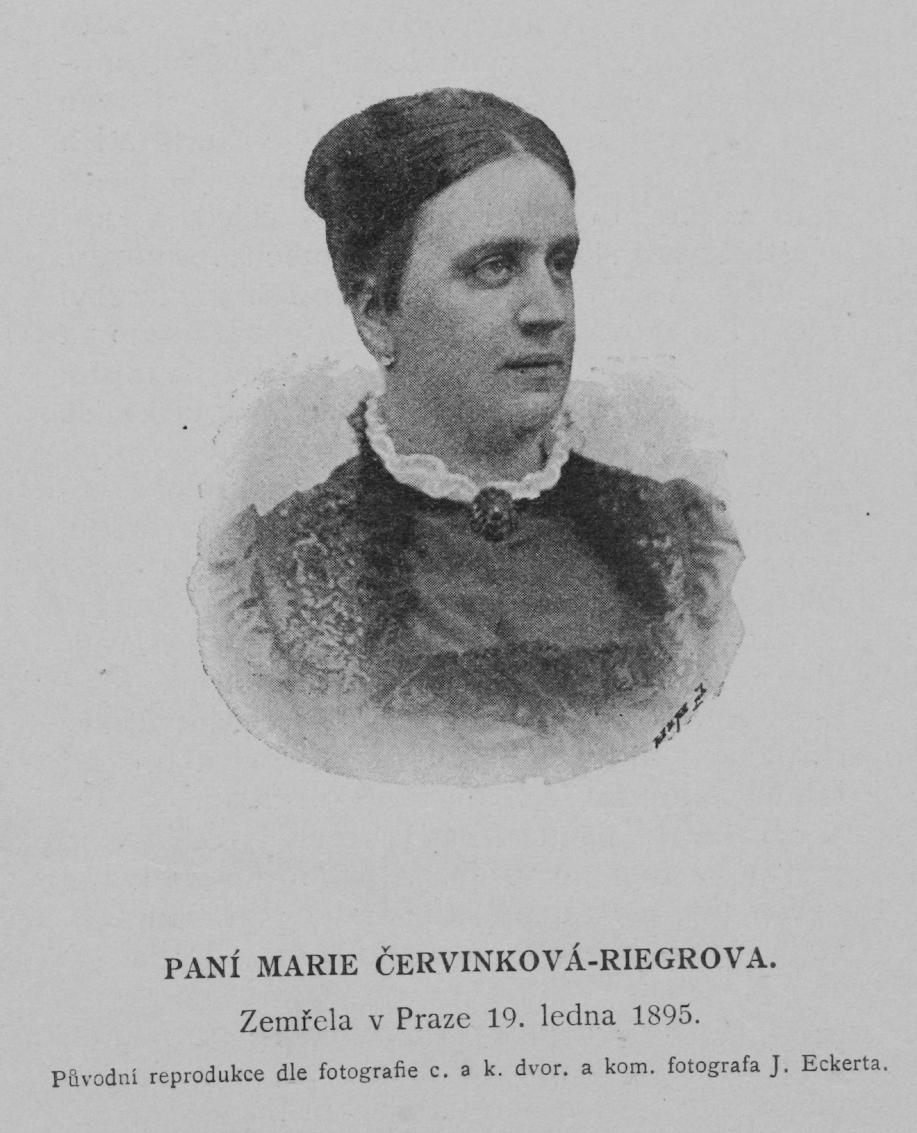
Marie Červinková-Riegrová (* 1854)

- 1854ː Marie Červinková-Riegrová, tschechische Schriftstellerin und Librettistin
- 1860: Robert Warschauer junior, deutscher Privatbankier
- 1861: Paul Arons, deutscher Bankier und Kommerzienrat
- 1861: Wilhelm Berger, deutscher Komponist und Dirigent

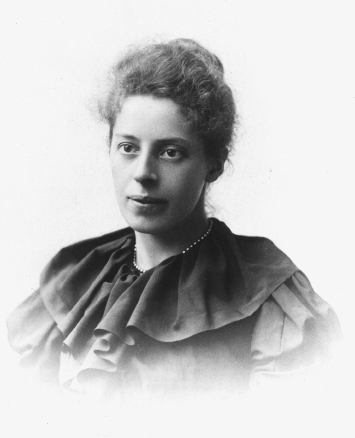
Dorothea Klumpke (* 1861)

- 1861: Dorothea Klumpke, US-amerikanische Astronomin
- 1861: Ernst von Rebeur-Paschwitz, deutscher Astronom
- 1863: Alexander Florstedt, deutscher Jäger und Schriftsteller
- 1864: Roman Dmowski, polnischer Politiker und Antisemit

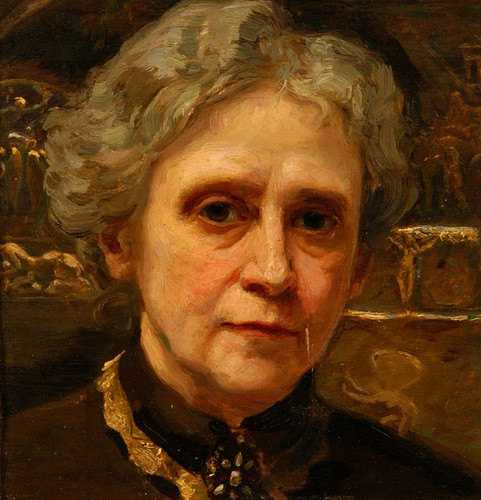
Cornelia Paczka-Wagner (* 1864)

- 1864: Cornelia Paczka-Wagner, deutsche Malerin und Grafikerin
- 1866: Alban Lipp, deutscher Lehrer, Kirchenmusiker und Komponist
- 1867: Wolf von Gersdorff, deutscher Politiker, MdL

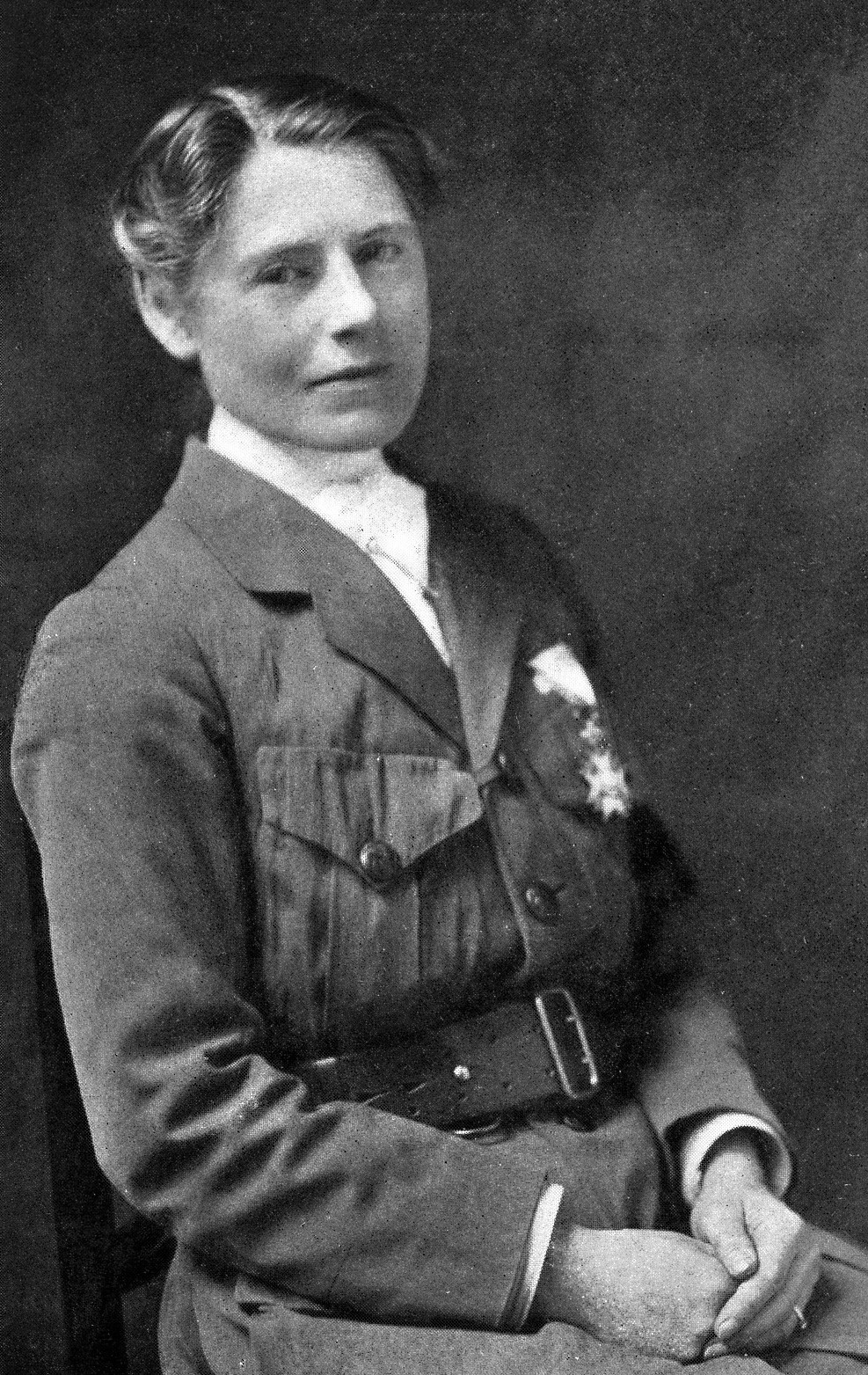
Evelina Haverfield (* 1867)

- 1867: Evelina Haverfield, britische Suffragette
- 1868: Alice Verne-Bredt, englische Komponistin, Pianistin und Musikpädagogin
- 1869: Athénaïs Clément, Schweizer Sozialaktivistin
- 1871: Erich Metzeltin, deutscher Eisenbahn-Ingenieur
- 1872: Joseph August von Österreich, Erzherzog von Österreich
- 1872: Angelo Rotta, apostolischer Nuntius in Budapest († 1965)
- 1874: Andreas Heinrich Blesken, deutscher Lehrer, westfälischer Autor und Heimatforscher

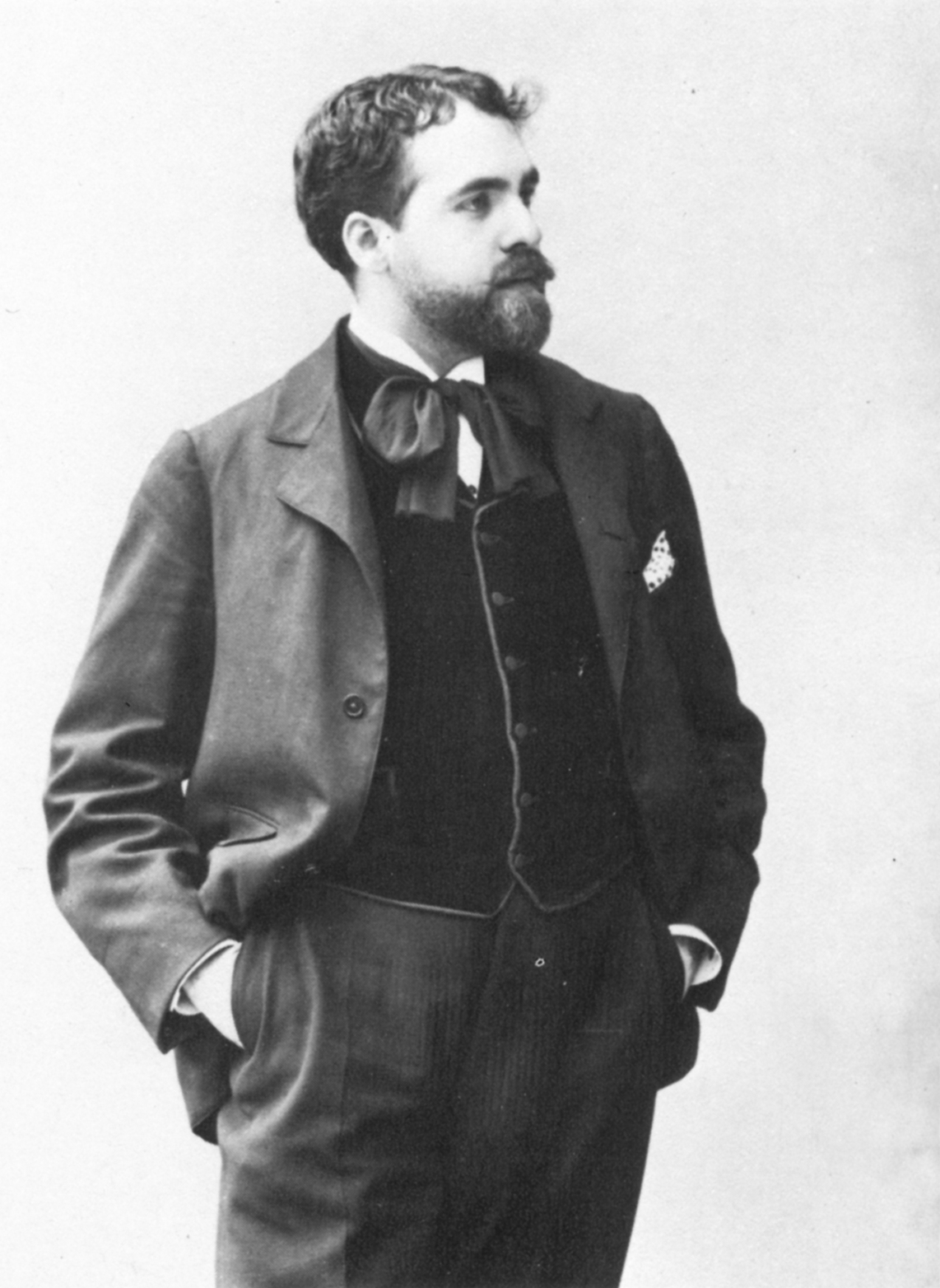
Reynaldo Hahn (* 1874)

- 1874: Reynaldo Hahn, französischer Komponist
- 1875: Emil Beutinger, deutscher Architekt und Kommunalpolitiker, Oberbürgermeister von Heilbronn
- 1875: Hans Caspar Escher, Schweizer Architekt und Industriepionier

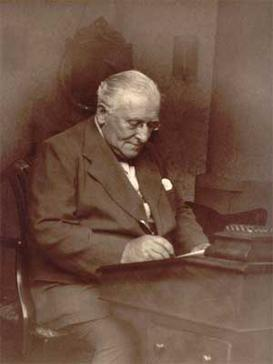
Albert Ketèlbey (* 1875)

- 1875: Albert Ketèlbey, britischer Komponist und Dirigent
- 1875: Willem Vogelsang, niederländischer Kunsthistoriker

#### 1876–1900
- 1877: Osmond D’Avigdor-Goldsmid, britischer Politiker

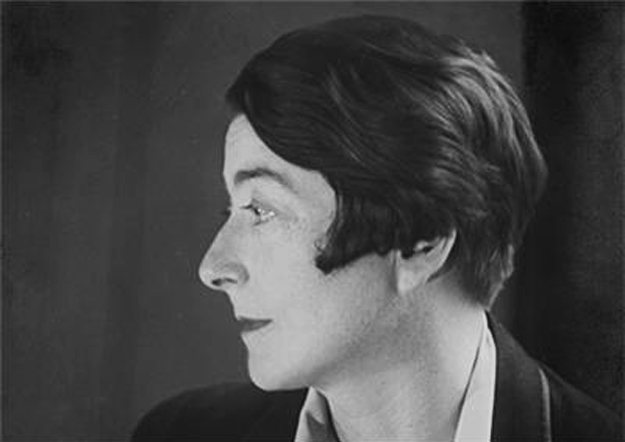
Eileen Gray (* 1878)

- 1878: Eileen Gray, irische Innenarchitektin und Designerin
- 1878: Paul Renner, deutscher Typograph und Schriftentwickler
- 1880: Egon Grall, deutscher (Kommunal-)Politiker

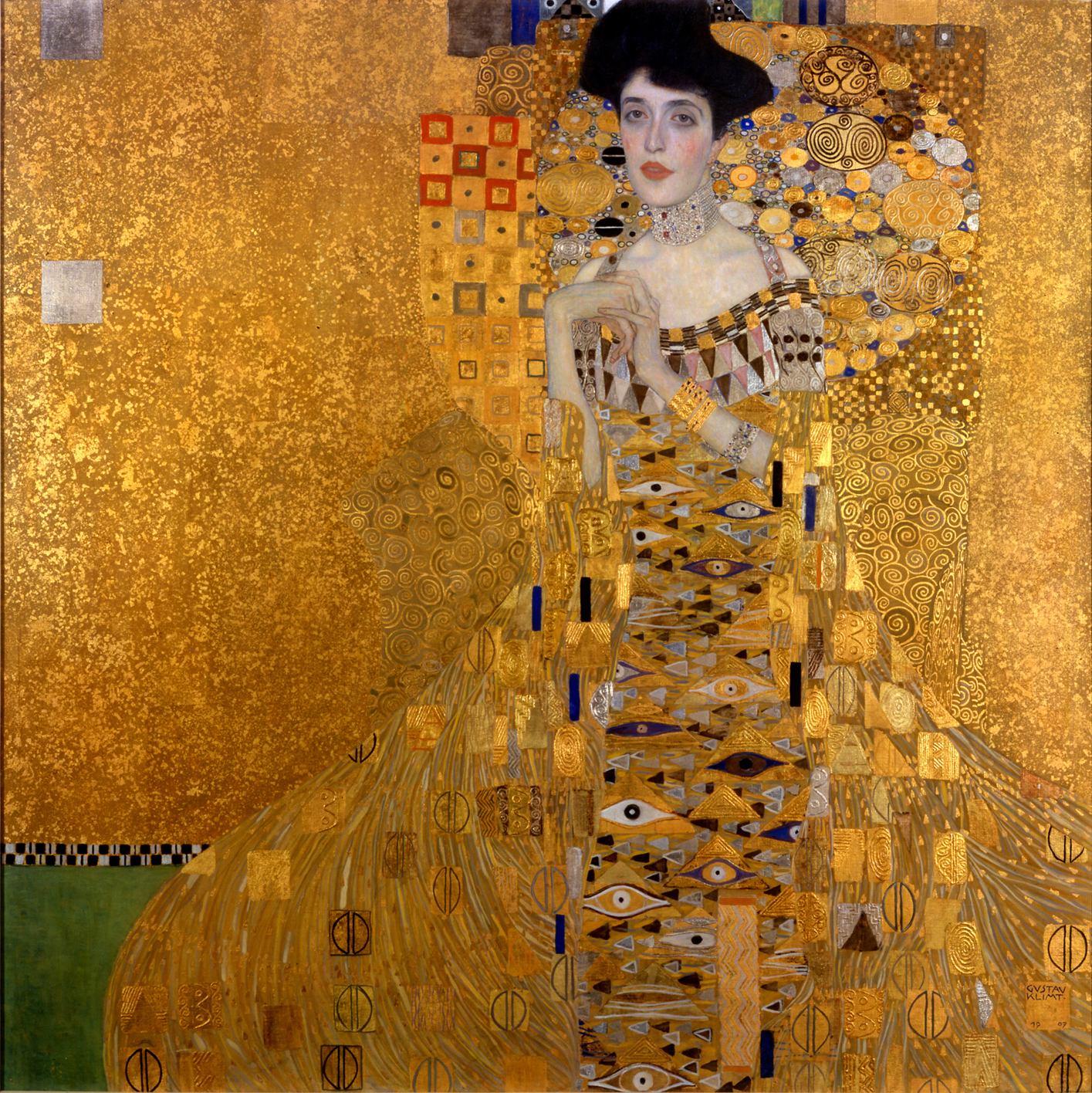
Adele Bloch-Bauer (* 1881)

- 1881: Adele Bloch-Bauer, österreichische Unternehmergattin und Modell von Gustav Klimt

Franz Exner (* 1881)

- 1881: Franz Exner, österreichisch-deutscher Kriminologe und Strafrechtler
- 1882: Titus Maria Horten, deutscher Dominikaner und katholischer Priester, Opfer des Nationalsozialismus
- 1883: Heinrich Blasius, deutscher Strömungsmechaniker
- 1884: Dora Brandenburg-Polster, deutsche Buchillustratorin, Malerin und Grafikerin
- 1884: John S. McCain senior, US-amerikanischer Admiral
- 1885: Hans Lachmann-Mosse, deutscher Verleger
- 1885: Otto Ritschl, deutscher Künstler
- 1885: Hermann von Siemens, deutscher Industrieller
- 1886: Heinrich Ehmsen, deutscher Maler und Grafiker
- 1886: Jops Reeman, niederländischer Fußballspieler

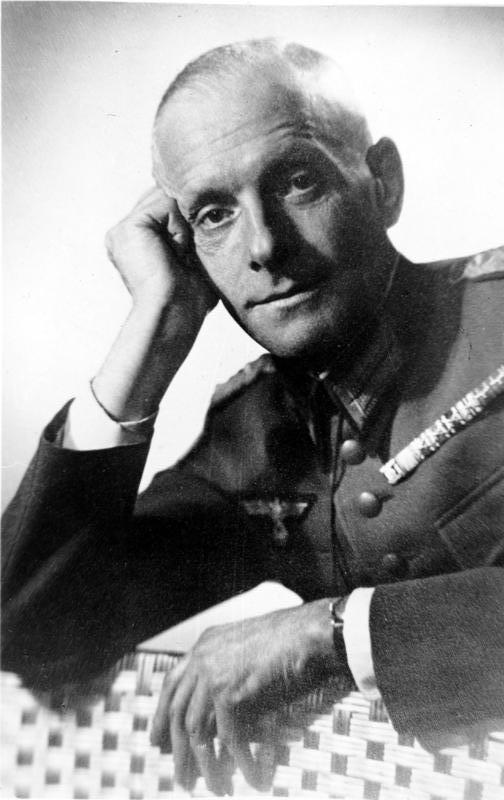
Hans Oster (* 1887)

- 1887: Hans Oster, deutscher General, Widerstandskämpfer gegen den Nationalsozialismus
- 1888: Ludwig Schaschek, österreichischer Kameramann
- 1889: Friedrich Burschell, deutscher Schriftsteller
- 1889: Anton Fränznick, deutscher katholischer Priester, Opfer des Nationalsozialismus
- 1890: Emmy Brode, deutsche Kunstmalerin
- 1890: Sándor Jemnitz, ungarischer Dirigent, Musiker und Komponist
- 1892: S. R. Ranganathan, indischer Mathematiker und Bibliothekar
- 1893: Heinrich Aschoff, deutscher Landwirt, Gerechter unter den Völkern
- 1893: Werner Sylten, Schweizer evangelischer Theologe und Erzieher jüdischer Abstammung, Opfer des Nationalsozialismus
- 1894ː Klara Schabbel, deutsche Widerstandskämpferin gegen und Opfer des Nationalsozialismus
- 1894: Michail Michailowitsch Soschtschenko, russischer Schriftsteller
- 1895: Hellmuth Heye, deutscher Admiral und Politiker, MdB, Wehrbeauftragter des Deutschen Bundestages
- 1895: Franz Schafheitlin, deutscher Film-Schauspieler
- 1896: Erich Hückel, deutscher Chemiker und Physiker
- 1896: Jean Piaget, Schweizer Entwicklungspsychologe

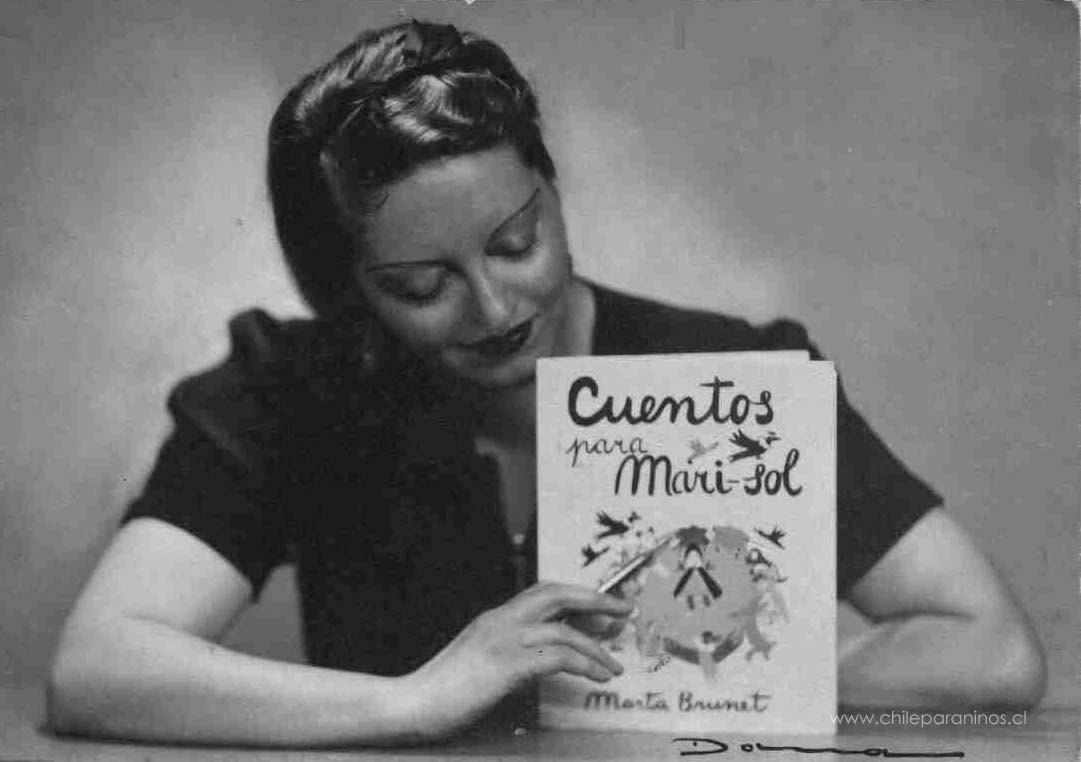
Marta Brunet (* 1897)

- 1897: Marta Brunet, chilenische Schriftstellerin

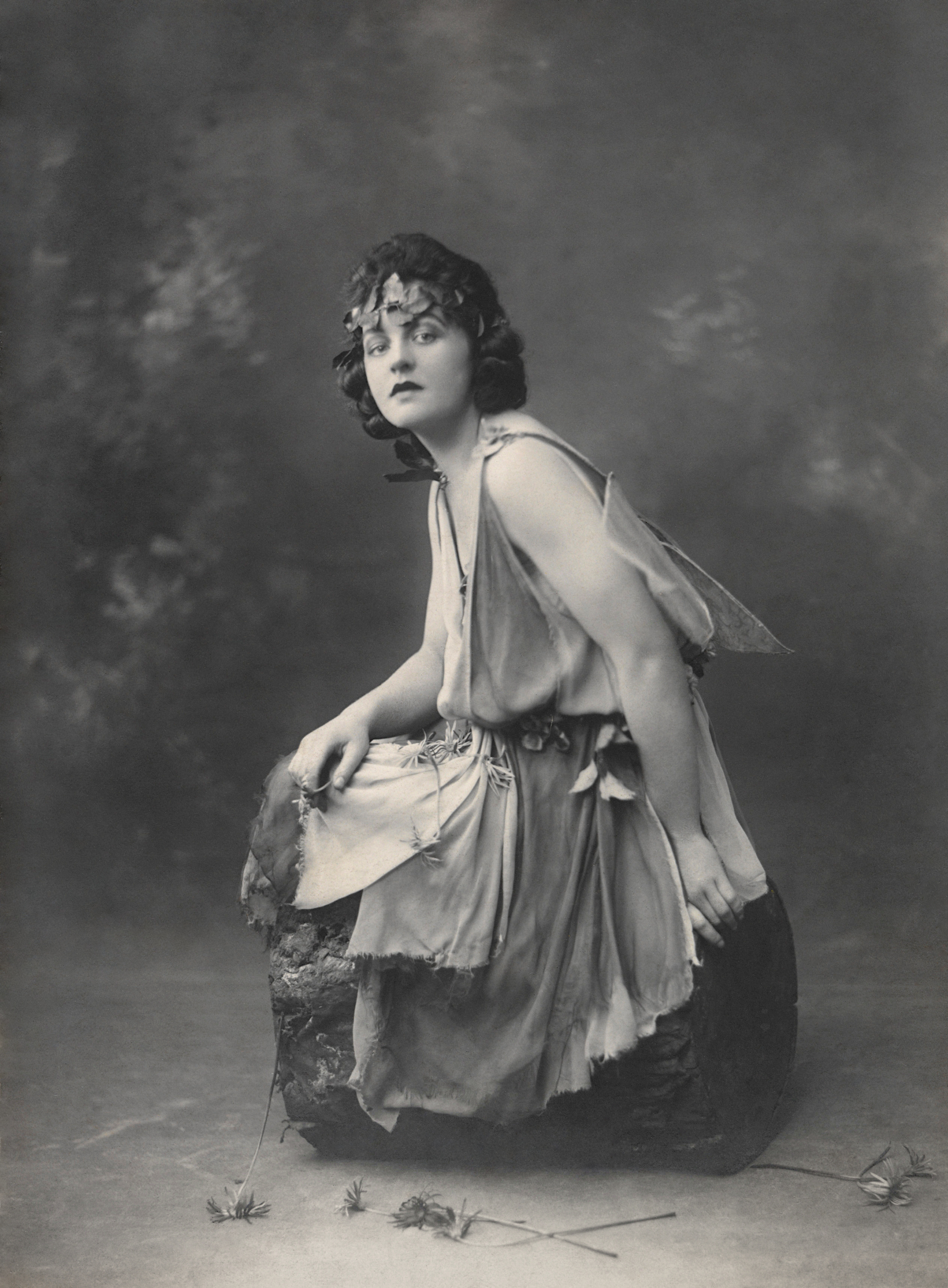
P. L. Travers (* 1899)

- 1899: P. L. Travers, australische Schriftstellerin (Mary Poppins)
- 1900: Karl Frank, deutscher Jurist, Manager und Politiker, MdL, Landesminister

### 20. Jahrhundert

#### 1901–1925
- 1901: Felix Hurdes, österreichischer Politiker, Mitbegründer der ÖVP
- 1901ː Marie Speiser, erste Pfarrerin im Schweizer Kanton Solothurn
- 1902: William Christopher Atkinson, britischer Romanist, Historiker, Hispanist und Lusitanist
- 1902: Zino Francescatti, französisch-italienischer Violinist und Pädagoge
- 1903: Victor Urbancic, österreichisch-isländischer Komponist, Dirigent, Pädagoge und Musikwissenschaftler

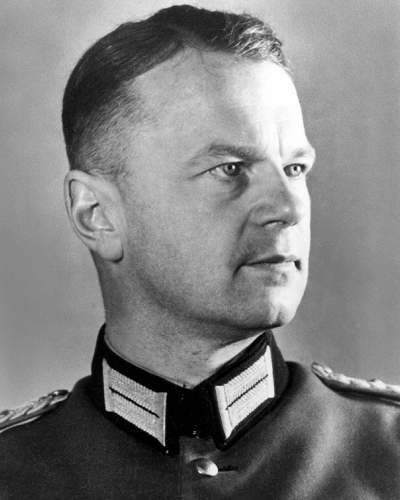
Hasso von Boehmer (* 1904)

- 1904: Hasso von Boehmer, deutscher Offizier im Generalstab, Widerstandskämpfer des 20. Juli 1944
- 1904: Weston Adams, US-amerikanischer Sportfunktionär
- 1905: Otto Schön, deutscher Politiker und Parteifunktionär, Leiter im Sekretariat des Politbüros des ZK der SED
- 1906: Ernst Anrich, deutscher Historiker
- 1906: Franz Jacob, deutscher Politiker, MdL, Widerstandskämpfer gegen den Nationalsozialismus
- 1906: Raynald Martin, Schweizer evangelischer Geistlicher
- 1906: Robert Surtees, US-amerikanischer Kameramann
- 1907: Berta Waterstradt, deutsche Hörspiel- und Filmautorin
- 1907: Theodor Teriete, deutscher Gewerkschafter und Politiker, MdB
- 1908: Tommaso Landolfi, italienischer Schriftsteller

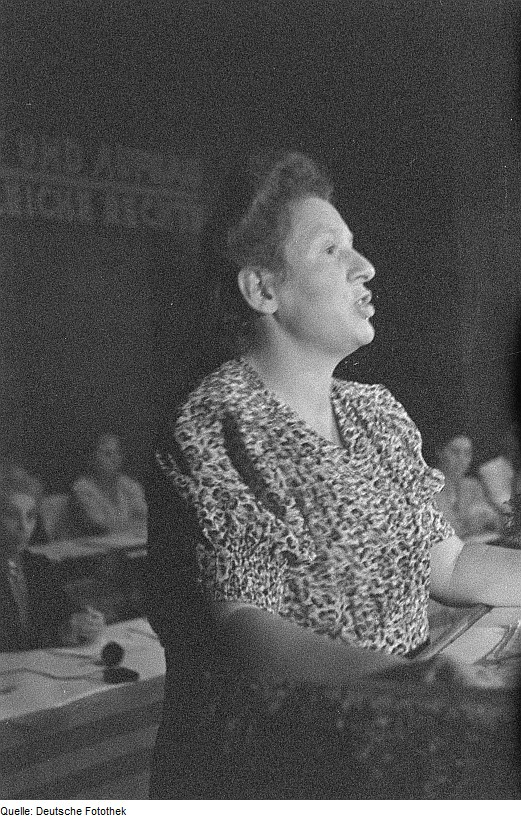
Elli Paula Schmidt (* 1908)

- 1908: Elli Schmidt, deutsche Politikerin, Vorsitzende des Demokratischen Frauenbunds Deutschlands in der DDR

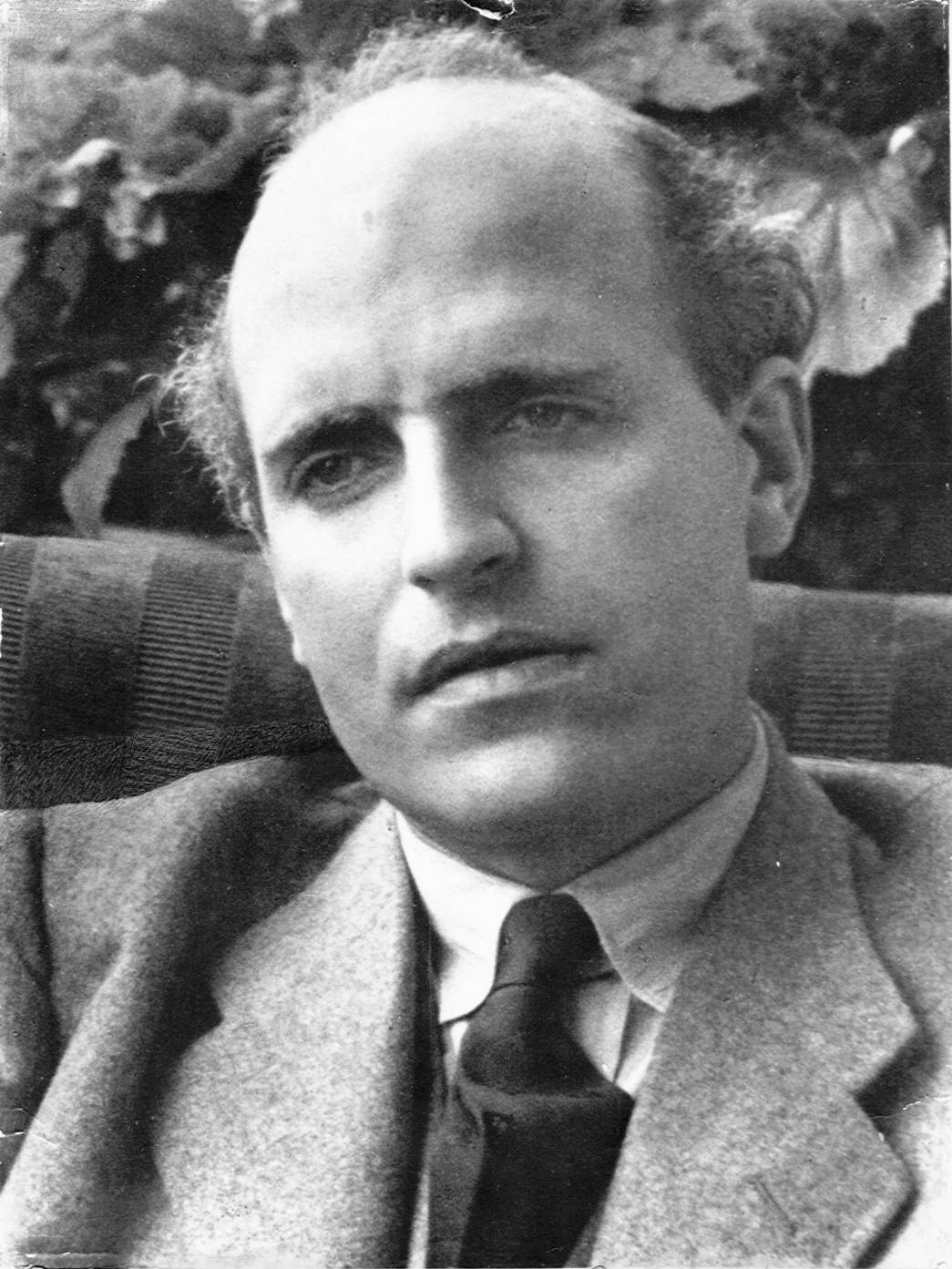
Adam von Trott zu Solz (* 1909)

- 1909: Adam von Trott zu Solz, deutscher Jurist und Diplomat, Widerstandskämpfer des 20. Juli 1944
- 1910: Laryssa Henijusch, belarussische Dichterin und Schriftstellerin
- 1910: Robert van Gulik, niederländischer Krimi-Schriftsteller
- 1911: Mario Wandruszka, österreichischer Romanist und Sprachwissenschaftler
- 1911: William Alfred Fowler, US-amerikanischer Physiker, Nobelpreisträger
- 1912: Bojan Adamič, slowenischer Komponist und Dirigent

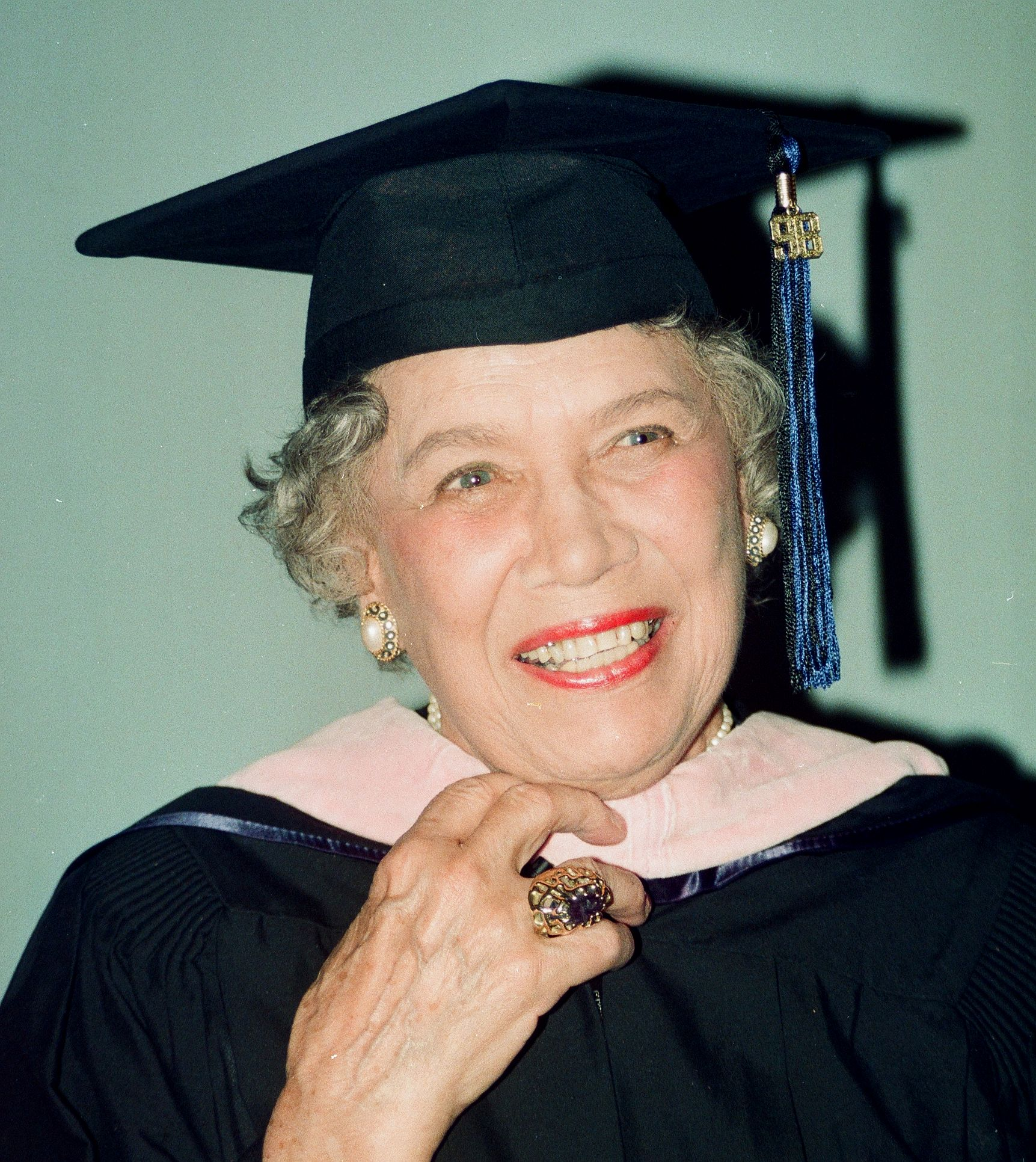
Anne Brown (* 1912)

- 1912: Anne Brown, US-amerikanische Sopranistin
- 1914: Ferenc Fricsay, ungarischer Dirigent

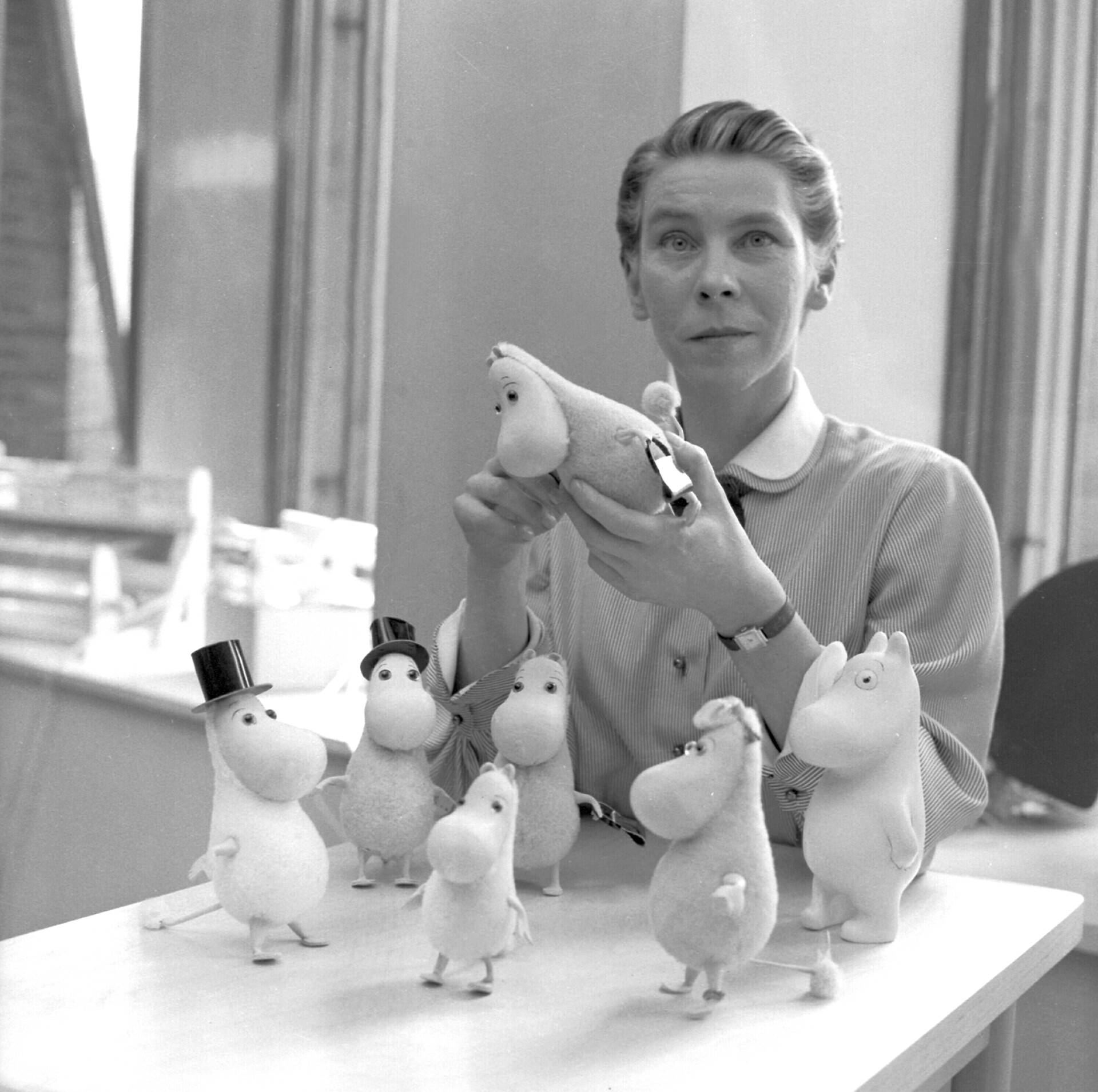
Tove Jansson (* 1914)

- 1914: Tove Jansson, finnlandschwedische Schriftstellerin und Künstlerin
- 1914: Maria Pires da Silva Keil do Amaral, portugiesische Malerin
- 1914: Hans-Christian Pilster, deutscher Generalmajor, Abteilungsleiter im Bundesnachrichtendienst
- 1915: Haim Alexander, israelischer Komponist
- 1915: Michael Dunlop Young, britischer Soziologe
- 1917: Egon Lampersbach, deutscher Politiker, MdB
- 1918: Robert Aldrich, US-amerikanischer Regisseur
- 1919: Joop den Uyl, niederländischer Politiker
- 1919: Helga von Heintze, österreichisch-deutsche Klassische Archäologin
- 1919: Emilio Vedova, italienischer Maler
- 1920: Hans Brox, deutscher Zivilrechtswissenschaftler, Richter des Bundesverfassungsgerichts
- 1920: Alejandro Quiroz, mexikanischer Moderner Fünfkämpfer
- 1920: Lia Timmermans, belgische Schriftstellerin und Dichterin
- 1921: Lola Bobesco, belgische Geigerin rumänischer Herkunft
- 1922: Philip Larkin, britischer Autor
- 1922: Klaus Nonnenmann, deutscher Schriftsteller
- 1924: Alex Quaison-Sackey, ghanaischer Politiker und Diplomat
- 1925: Alfred Antkowiak, deutscher Verlagslektor und Schriftsteller
- 1925: Lenard Sutton, US-amerikanischer Automobilrennfahrer

#### 1926–1950
- 1926: Aglaja Schmid, österreichische Schauspielerin
- 1927: Daniel Keyes, US-amerikanischer Schriftsteller

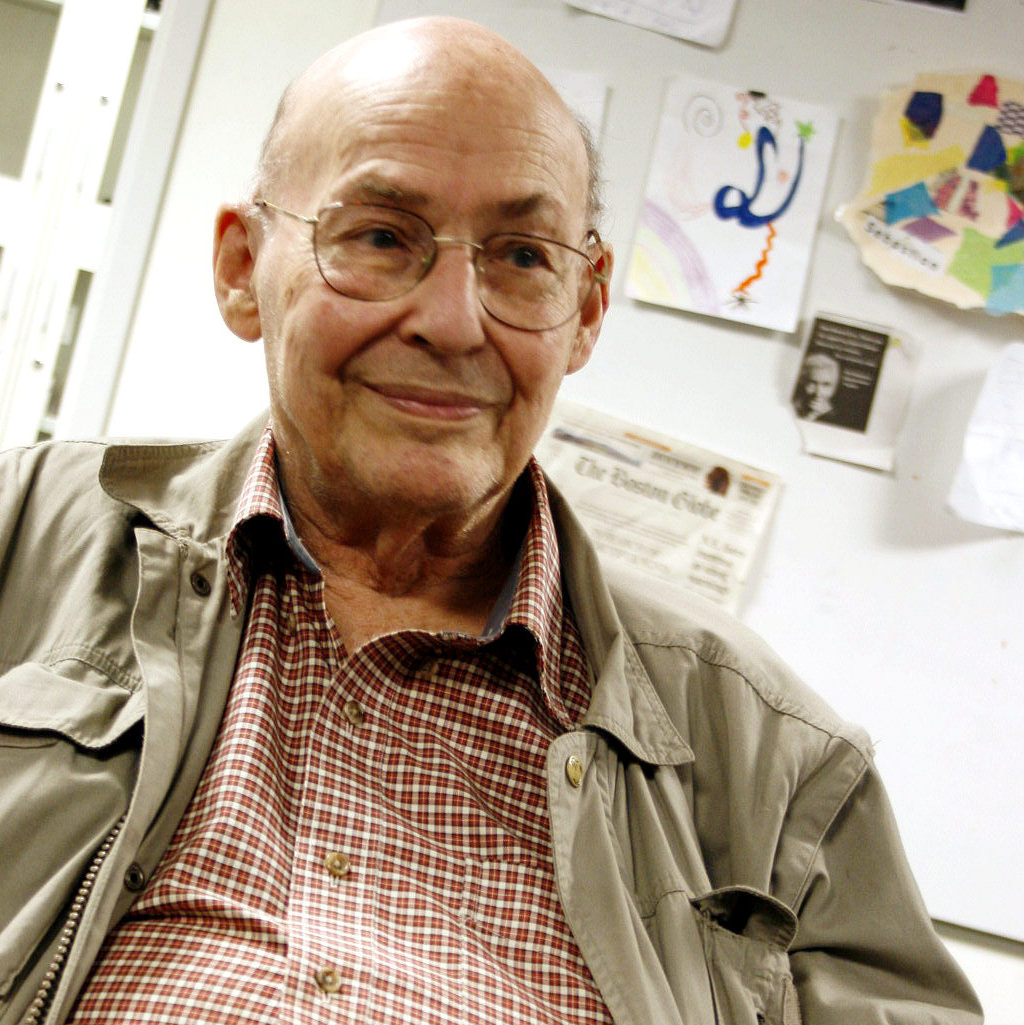
Marvin Minsky (* 1927)

- 1927: Marvin Minsky, US-amerikanischer KI-Forscher
- 1927: Robert Shaw, britischer Schauspieler und Schriftsteller
- 1928: Bob Cousy, US-amerikanischer Basketballspieler
- 1928: Gerd Ruge, deutscher Journalist
- 1928: Camilla Wicks, US-amerikanisch-norwegische Geigerin und Musikpädagogin
- 1929: Albert Tocco, US-amerikanischer Mafia-Boss
- 1929: Hermann Schreiber, deutscher Journalist und Publizist
- 1930: Ingrid Pan, deutsche Schauspielerin und Hörspielsprecherin
- 1930: Jacques Parizeau, kanadischer Politiker und Ökonom
- 1931: Robert Merkulow, sowjetischer Eisschnellläufer
- 1931ː Ingrid Sander, deutsche Filmregisseurin, Drehbuchautorin und Filmeditorin
- 1931: Sarah Whitmore, britische Dressurreiterin
- 1931: Mário Zagallo, brasilianischer Fußballspieler und -trainer
- 1932: Hermann Giesecke, deutscher Erziehungswissenschaftler
- 1932: Anand Panyarachun, thailändischer Premierminister
- 1932: Victor Harold Vroom, kanadischer Professor für Psychologie

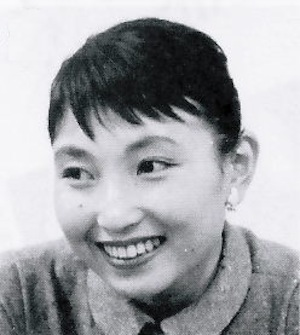
Tetsuko Kuroyanagi (* 1933)

- 1933: Tetsuko Kuroyanagi, japanische Schauspielerin und Schriftstellerin
- 1934: Merle Kilgore, US-amerikanischer Country-Musiker
- 1934: Sara Morrison, britische Politikerin und Managerin, Präsidentin des WWF
- 1935: Siegfried Liebschner, baptistischer Theologe
- 1935: Klaus Stürmer, deutscher Fußballspieler
- 1936: Hans-Werner Laubinger, deutscher Rechtswissenschaftler
- 1936: Ray Middleton, britischer Geher
- 1936: Hugo Waser, Schweizer Ruderer
- 1937: Bruno Lauzi, italienischer Sänger
- 1937: Renato Longo, italienischer Querfeldein-Radsportler
- 1937: Hans Nowak, deutscher Fußballspieler
- 1938: Micheline Coulombe Saint-Marcoux, kanadische Komponistin
- 1938: Leonid Kutschma, ukrainischer Politiker, Regierungschef, Staatspräsident
- 1938: Rod Laver, australischer Tennisspieler
- 1938: Otto Rehhagel, deutscher Fußballspieler und -trainer
- 1938ː Anke Schäfer, deutsche Verlegerin und bekannte feministisch-homosexuelle Aktivistin
- 1938: Robert Zollitsch, Erzbischof von Freiburg, Vorsitzender der Deutschen Bischofskonferenz
- 1939: Lee Cheong-jun, südkoreanischer Autor
- 1939: Bulle Ogier, französische Schauspielerin
- 1939: Romano Prodi, italienischer Wirtschaftswissenschaftler und Politiker, Ministerpräsident, Präsident der EU-Kommission
- 1940: Dagmar Blei, deutsche Linguistin und Hochschullehrerin
- 1940: Volker Hauff, deutscher Politiker, MdB, Bundesminister, Oberbürgermeister von Frankfurt am Main

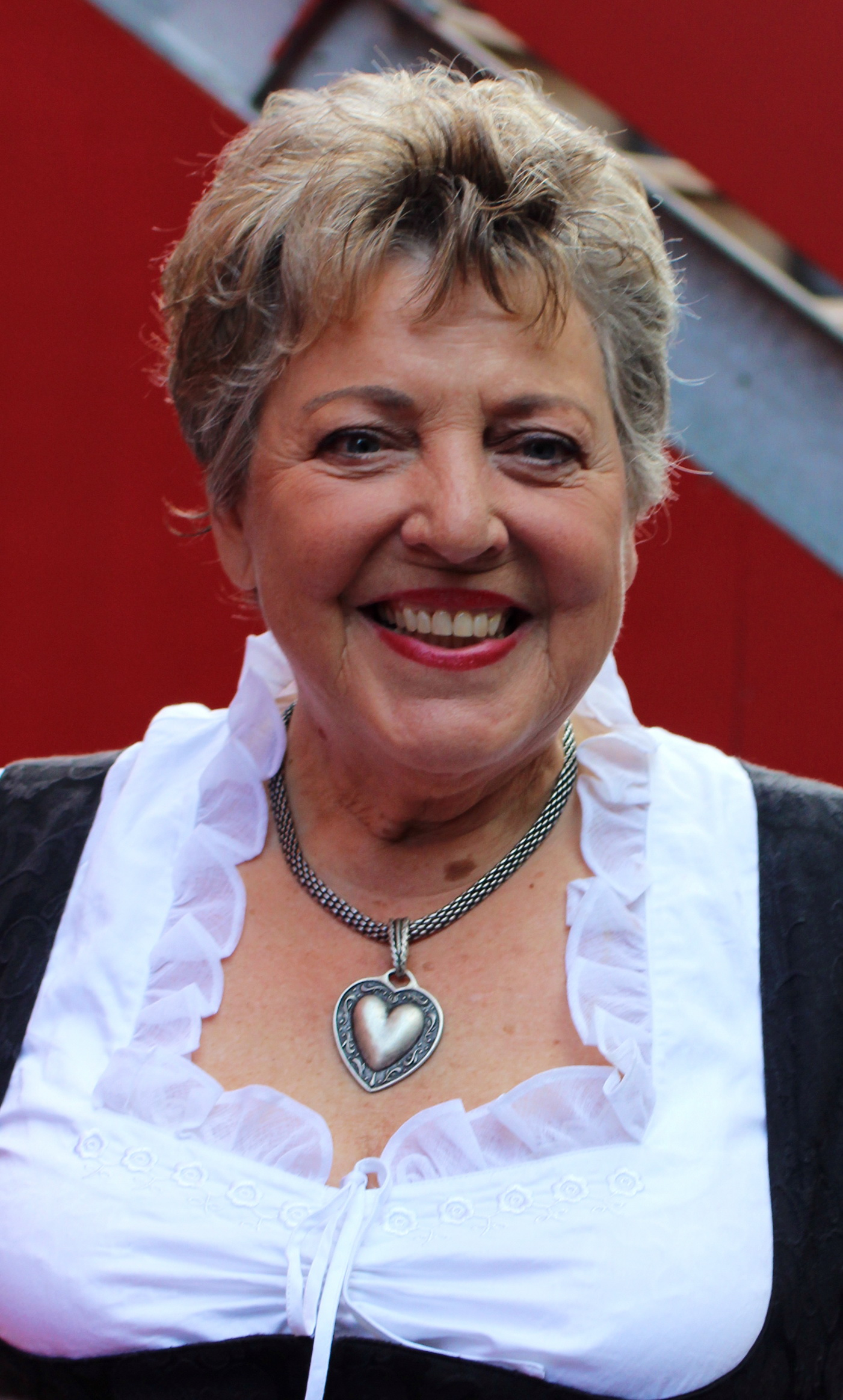
Marie-Luise Marjan (* 1940)

- 1940: Marie-Luise Marjan, deutsche Schauspielerin
- 1940: Tom McEwan, britisch-dänischer Schauspieler
- 1941: Peter Hartz, deutscher Manager
- 1941: Volker Prechtel, deutscher Schauspieler
- 1942: Jack DeJohnette, US-amerikanischer Jazz-Schlagzeuger und Pianist
- 1942: Giusep Nay, Präsident des Schweizerischen Bundesgerichts
- 1942: Karol Sidon, tschechischer Schriftsteller und Rabbiner
- 1942: Frans van Anraat, niederländischer Geschäftsmann
- 1943: Lubomir Kavalek, US-amerikanischer Schachgroßmeister
- 1943: Ken Norton, US-amerikanischer Schwergewichtsboxer
- 1943: John Rambo, US-amerikanischer Leichtathlet
- 1943: Margrit Schlankardt, deutsche Politikerin, MdL
- 1943: Bernhard C. Wintzek, deutscher Publizist
- 1944: Patrick Depailler, französischer Automobilrennfahrer
- 1944: Sam Elliott, US-amerikanischer Schauspieler
- 1944: Astrid Frank, deutsche Schauspielerin
- 1944: Lars-Erik Rosell, schwedischer Komponist
- 1945: Heinz Gerlach, deutscher Publizist und Anlegerschützer
- 1946: Carlos José Ñáñez, argentinischer Geistlicher und Theologe, Erzbischof von Córdoba (Argentinien)
- 1946: Dore O., deutsche Filmemacherin, Malerin und Fotografin
- 1947: Roy Hodgson, englischer Fußballspieler und -trainer
- 1947: Tokio Kumagaï, japanischer Schuh- und Modedesigner
- 1948: William M. Daley, US-amerikanischer Politiker
- 1949: Boris Banga, Schweizer Politiker
- 1949: Markus Büchel, Schweizer Bischof
- 1949: Jonathan Kellerman, US-amerikanischer Kinderpsychologe und Romanautor
- 1950: Anémone, französische Schauspielerin
- 1950: Seini Oumarou, nigrischer Politiker
- 1950: Heinz-Helmut Wehling, deutscher Ringer

#### 1951–1975
- 1951: Vytenis Andriukaitis, litauischer Arzt und Politiker

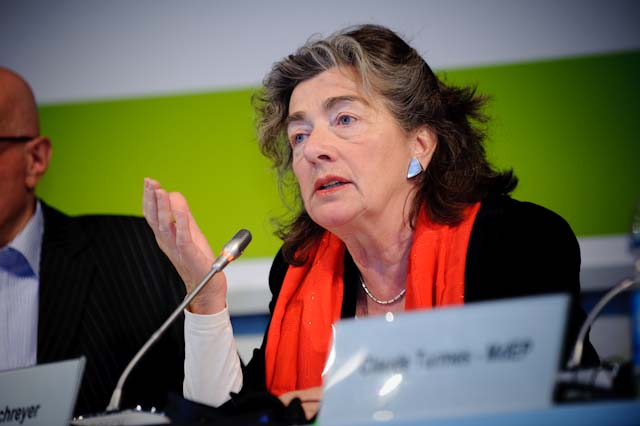
Michaele Schreyer (* 1951)

- 1951: Michaele Schreyer, deutsche Politikerin, Senatorin und EU-Kommissarin
- 1952: Jürgen Gehb, deutscher Politiker, MdB
- 1952: Prateep Ungsongtham Hata, thailändische Sozialaktivistin und Senatorin
- 1953: Carl-Ludwig Thiele, deutscher Politiker, MdB
- 1953: Jean Tirole, französischer Ökonom
- 1954: Loïc Amisse, französischer Fußballspieler und -trainer
- 1955: Udo Beyer, deutscher Leichtathlet
- 1955: Maud Olofsson, schwedische Politikerin
- 1955: Rüdiger Sagel, deutscher Politiker, MdL

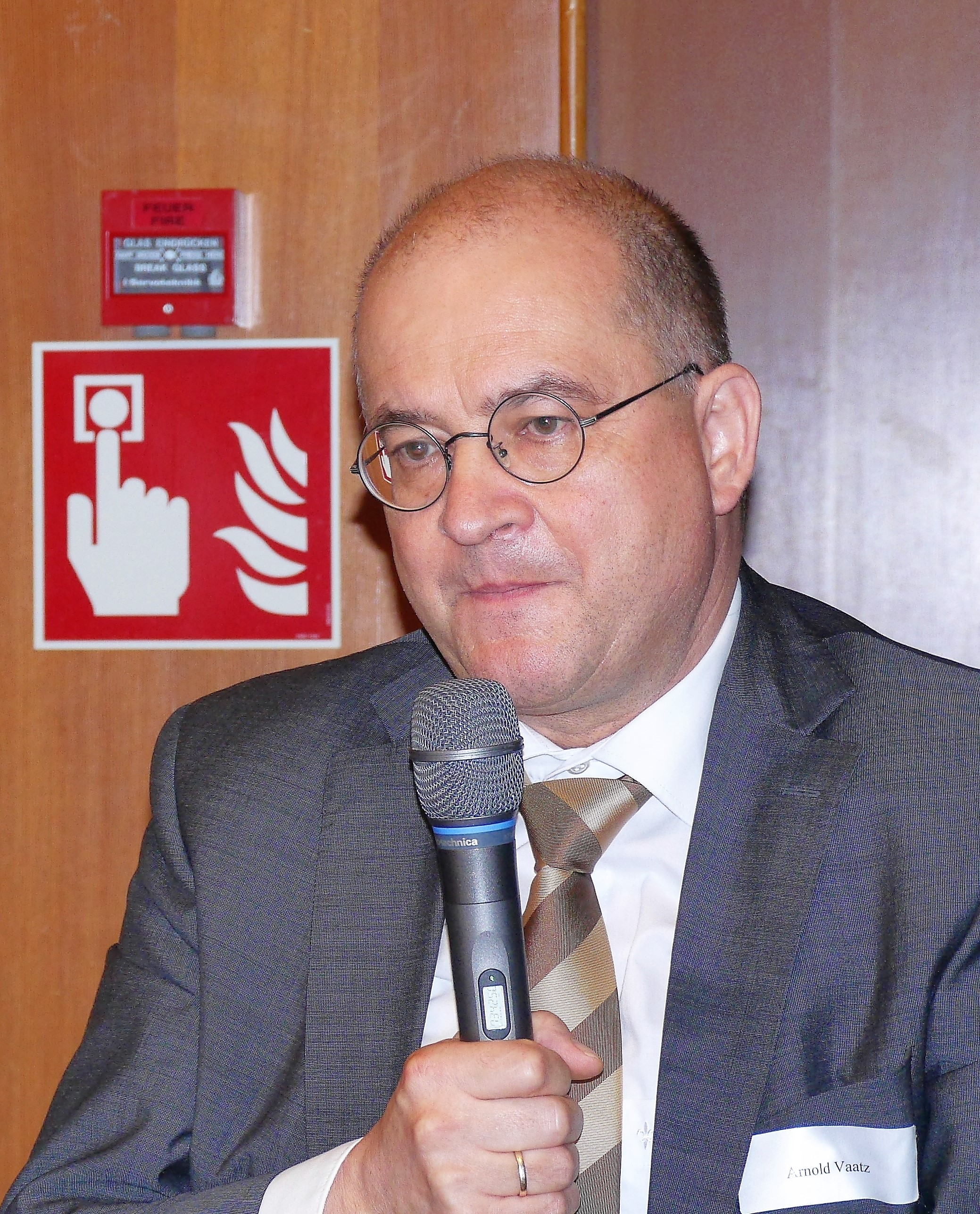
Arnold Vaatz (* 1955)

- 1955: Arnold Vaatz, deutscher Bürgerrechtler und Politiker
- 1956: Virgil Moorefield, US-amerikanischer Komponist, Schlagzeuger, Multimediakünstler und Buchautor
- 1956: Adam Nimoy, US-amerikanischer Regisseur
- 1956: Gordon Singleton, kanadischer Bahnradsportler
- 1957: Paul Frommelt, liechtensteinischer Skirennläufer
- 1957: Melanie Griffith, US-amerikanische Filmschauspielerin
- 1957: Murat Günak, deutsch-türkischer Automobildesigner
- 1957: Rolf Haller, deutscher Radrennfahrer
- 1957: David Hart, niederländischer Unternehmer und Automobilrennfahrer
- 1958: Amanda Bearse, US-amerikanische Schauspielerin und Regisseurin
- 1959: James Kwesi Appiah, ghanaischer Fußballspieler und -trainer
- 1959: Kurtis Blow, US-amerikanischer Musiker
- 1959: Michael Kors, US-amerikanischer Modedesigner
- 1959: Idrissa Seck, senegalesischer Politiker, Premierminister
- 1959: John van der Wiel, niederländischer Schachspieler
- 1960: Geneviève Almouzni, französische Molekularbiologin und Epigenetikerin
- 1960: Barbara De Rossi, italienische Schauspielerin
- 1960: Rainer Groß, deutscher Jurist und Politiker
- 1961: Brad Gilbert, US-amerikanischer Tennisspieler
- 1961: John Key, neuseeländischer Politiker
- 1962: Carmen Butta, deutsch-italienische Journalistin und Regisseurin
- 1962: Annegret Kramp-Karrenbauer, deutsche Politikerin
- 1963: Boris von Brauchitsch, deutscher Fotograf, Kurator und Schriftsteller

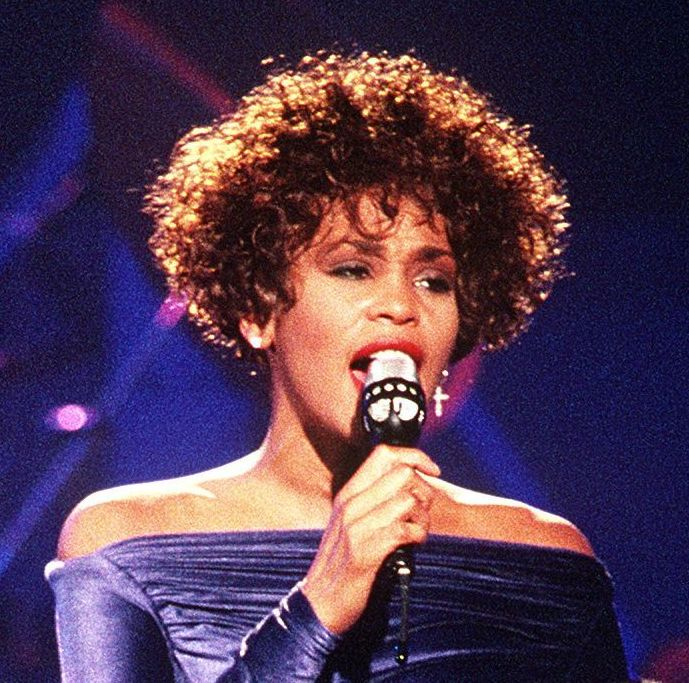
Whitney Houston (* 1963)

- 1963: Whitney Houston, US-amerikanische Sängerin
- 1963: Jay Leggett, US-amerikanischer Filmschaffender
- 1963: Alain Menu, Schweizer Automobilrennfahrer
- 1963: Petra Pau, deutsche Politikerin, MdB
- 1964: Felix Becker, deutscher Fechter
- 1964: Martin Böhm, deutscher Politiker und Versicherungswirt
- 1964: Juri Alexejewitsch Chmyljow, russischer Eishockeyspieler
- 1964: Stefan Frühauf, deutscher Arzt und Hochschullehrer
- 1964: Holger de Groot, deutscher Brigadegeneral
- 1964: Bertram Haid, österreichischer Cartoonist
- 1964: Brett Hull, kanadisch-US-amerikanischer Eishockeyspieler
- 1964: John Kiriakou, US-amerikanischer Geheimdienstler
- 1964: Leonard Makhanya, eswatinischer Boxer
- 1964: Edmundas Pupinis, litauischer Politiker
- 1964: Gilles Sanders, französischer Radrennfahrer
- 1964: Dumitru Stângaciu, rumänischer Fußballspieler und -trainer
- 1964: Maurizio Vandelli, italienischer Radrennfahrer
- 1964: Max Weber, deutscher Radsportler
- 1965: Aleksandar Abutovic, serbischer Fußballspieler
- 1965: Sabine Petzl, österreichische Schauspielerin
- 1966: Felix Ahlers, deutscher Unternehmer
- 1966: Linn Ullmann, norwegische Schriftstellerin und Journalistin
- 1967: Christian Baldauf, deutscher Politiker, MdL
- 1967: Marcus Deml, deutscher Gitarrist und Studiomusiker
- 1967: Skin, britische Sängerin
- 1967: Ulrich Kirchhoff, deutscher Springreiter
- 1967: Deion Sanders, US-amerikanischer Sportler und Fernsehmoderator
- 1967: Dana Vávrová, deutsch-tschechische Schauspielerin
- 1968: Gillian Anderson, US-amerikanische Schauspielerin

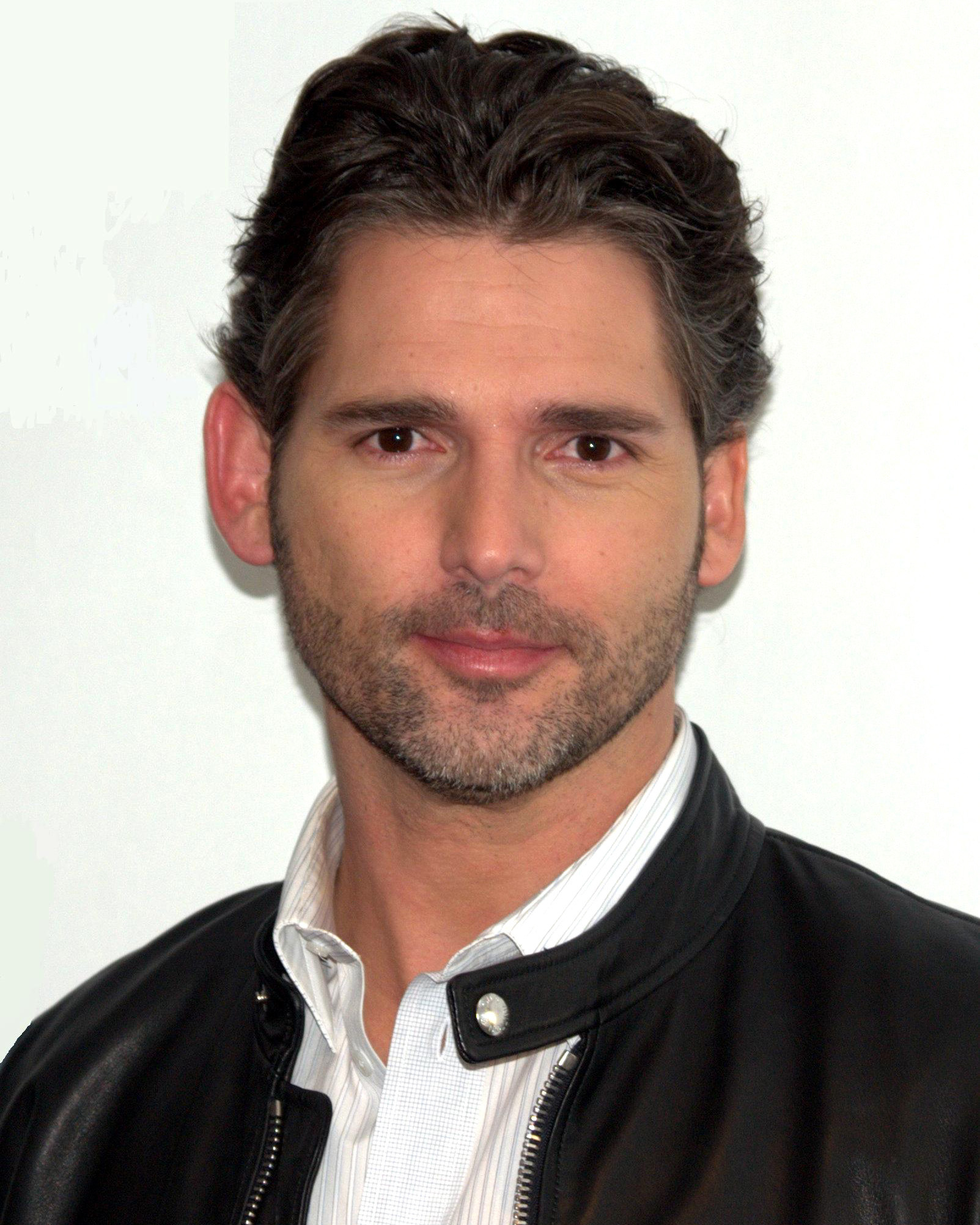
Eric Bana (* 1968)

- 1968: Eric Bana, australischer Schauspieler
- 1968: Andreas Golombek, deutscher Fußballspieler
- 1970: Rod Brind’Amour, kanadischer Eishockeyspieler
- 1970: Katharina Dalichau, deutsche Schauspielerin
- 1970: Mirjam Unger, österreichische Fotografin, Hörfunkmoderatorin und Regisseurin
- 1971: Mack 10, US-amerikanischer Rapper
- 1971: Davide Rebellin, italienischer Radrennfahrer
- 1972: Juanes, kolumbianischer Sänger, Songschreiber und Gitarrist
- 1972: Liz Vassey, US-amerikanische Schauspielerin
- 1973: Isabell Hertel, deutsche Schauspielerin
- 1973: Filippo Inzaghi, italienischer Fußballspieler
- 1974: Senta Auth, deutsche Schauspielerin
- 1974: Raphaël Poirée, französischer Biathlet
- 1974: Jonathon Power, kanadischer Squashspieler
- 1974: Nicola Stapleton, britische Schauspielerin
- 1975: Christian Burkiczak, deutscher Jurist und Richter
- 1975: Robbie Middleby, australischer Fußballspieler

#### 1976–2000

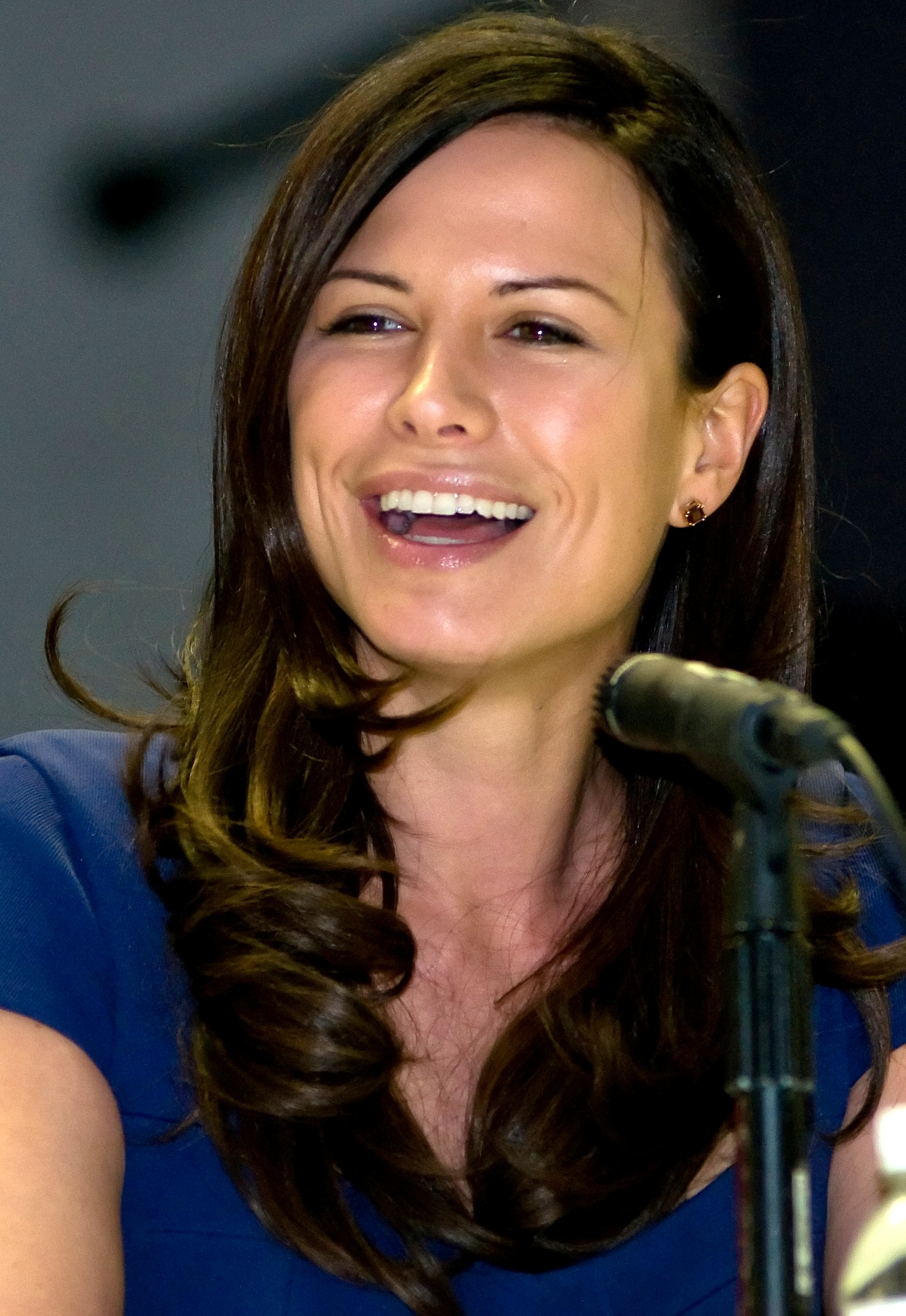
Rhona Mitra (* 1976)

- 1976: Rhona Mitra, britische Filmschauspielerin
- 1976: Audrey Tautou, französische Schauspielerin
- 1976: Rogier Wassen, niederländischer Tennisspieler
- 1977: Mikaël Silvestre, französischer Fußballspieler
- 1977: Ravshan Ermatov, usbekischer Fußballschiedsrichter
- 1978: Wesley Sonck, belgischer Fußballspieler
- 1978: Jekaterina Wolkowa, russische Leichtathletin, Weltmeisterin
- 1979: Tore Ruud Hofstad, norwegischer Skilangläufer, Weltmeister
- 1979: Kliff Kingsbury, US-amerikanischer American-Football-Spieler und -Trainer

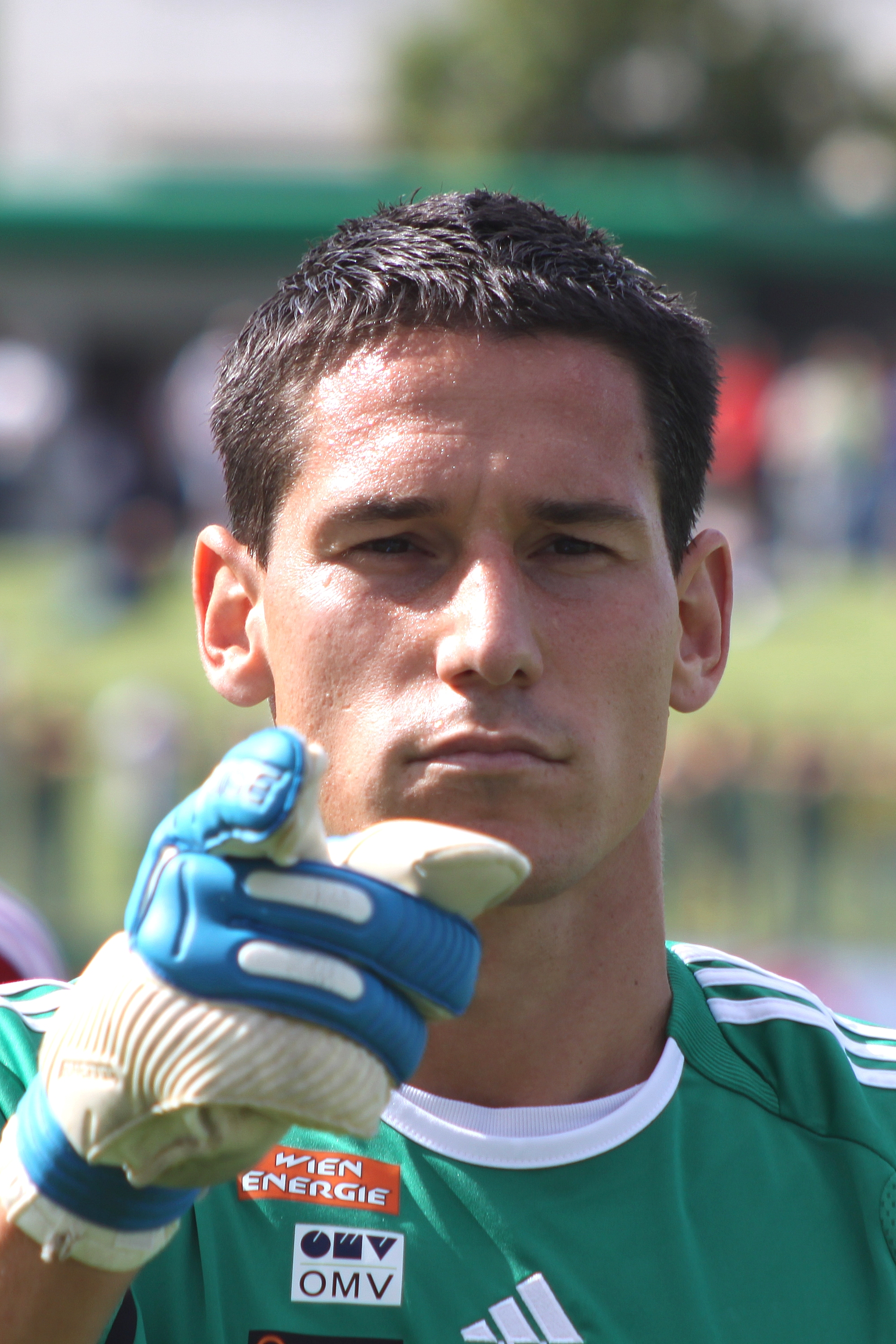
Helge Payer (* 1979)

- 1979: Helge Payer, österreichischer Fußballspieler
- 1979: Anastasios Sidiropoulos, griechischer Fußballschiedsrichter
- 1980: Franziska Stawitz, deutsche Radiojournalistin
- 1980: Aleksandr Tadewosjan, armenischer Fußballspieler
- 1981: Li Jia Wei, singapurische Tischtennisspielerin
- 1981: Roland Linz, österreichischer Fußballspieler
- 1982: Raja Amasheh, deutsche Kickboxerin und Boxerin, Weltmeisterin
- 1982: Joel Anthony, kanadischer Basketballspieler
- 1982: Tyson Gay, US-amerikanischer Leichtathlet, Weltmeister
- 1982: Jekaterina Samuzewitsch, russische politische Aktivistin und Performancekünstlerin
- 1983: Daniel Aßmann, deutscher Fernsehmoderator
- 1983: Ashley Johnson, US-amerikanische Schauspielerin
- 1983ː Virginia Roberts Giuffre, US-amerikanische Klägerin gegen Prinz Andrew im Epstein-Fall
- 1985: Luca Filippi, italienischer Automobilrennfahrer
- 1985: Filipe Luís, brasilianischer Fußballspieler

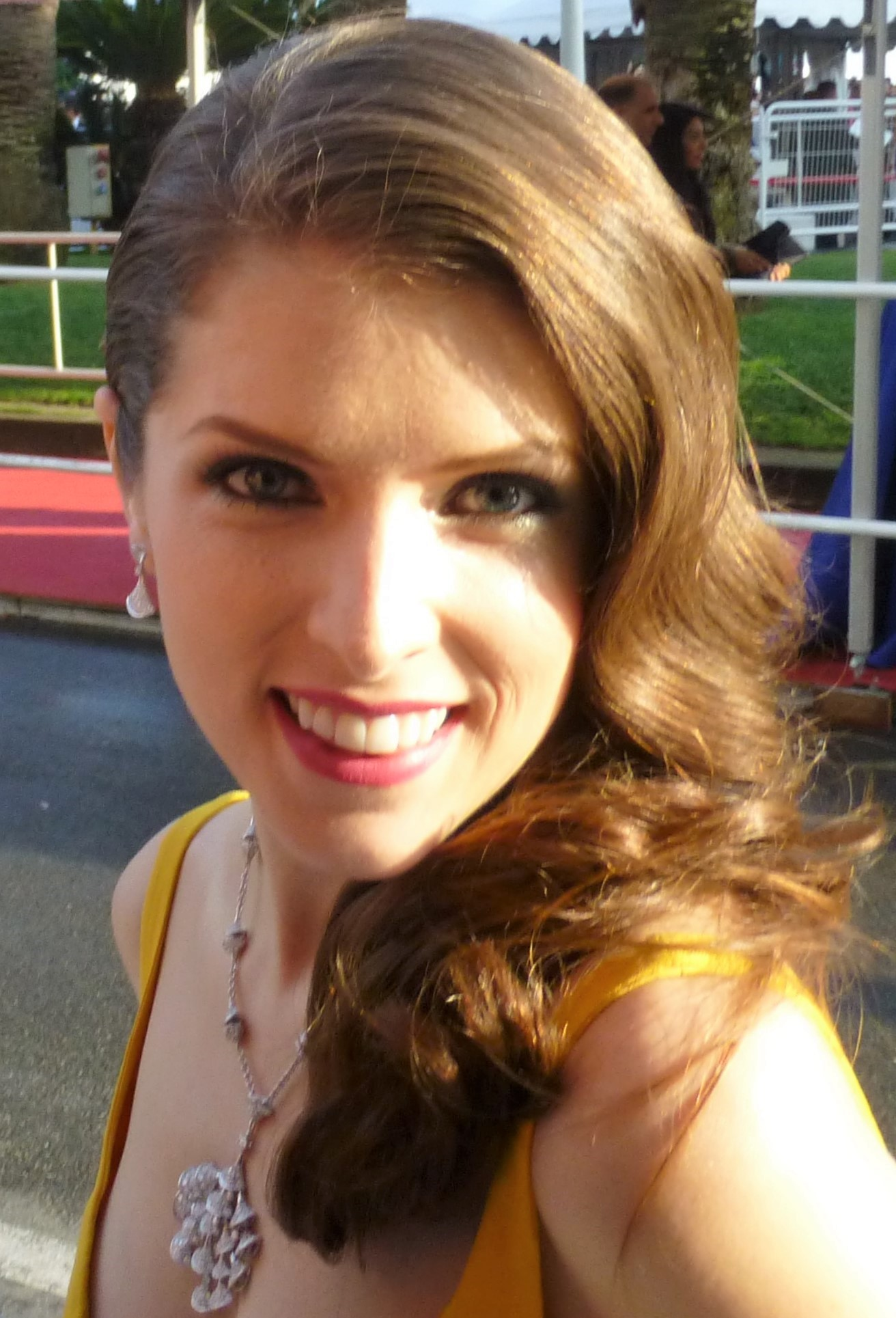
Anna Kendrick (* 1985)

- 1985: Anna Kendrick, US-amerikanische Schauspielerin
- 1985: Francky Sembolo, kongolesischer Fußballspieler
- 1986: Robert Adcock, englischer Badmintonspieler
- 1986: Dennis Grote, deutscher Fußballspieler
- 1986: Michael Lerchl, deutscher Fußballspieler
- 1986: Caroline Wettergreen, norwegische Opernsängerin (Sopran)
- 1988: AblaZ, deutscher Musiker
- 1988: Simon Al-Odeh, deutscher Komponist
- 1988: Quadri Aruna, nigerianischer Tischtennisspieler
- 1988: Tommy Käßemodel, deutscher Fußballspieler und Zeugwart
- 1988: Willian, brasilianischer Fußballspieler
- 1989: Andrea Iannone, italienischer Motorradrennfahrer
- 1989: Dener Jaanimaa, estnischer Handballspieler
- 1989: Kusi Kwame, deutsch-ghanaischer Fußballspieler

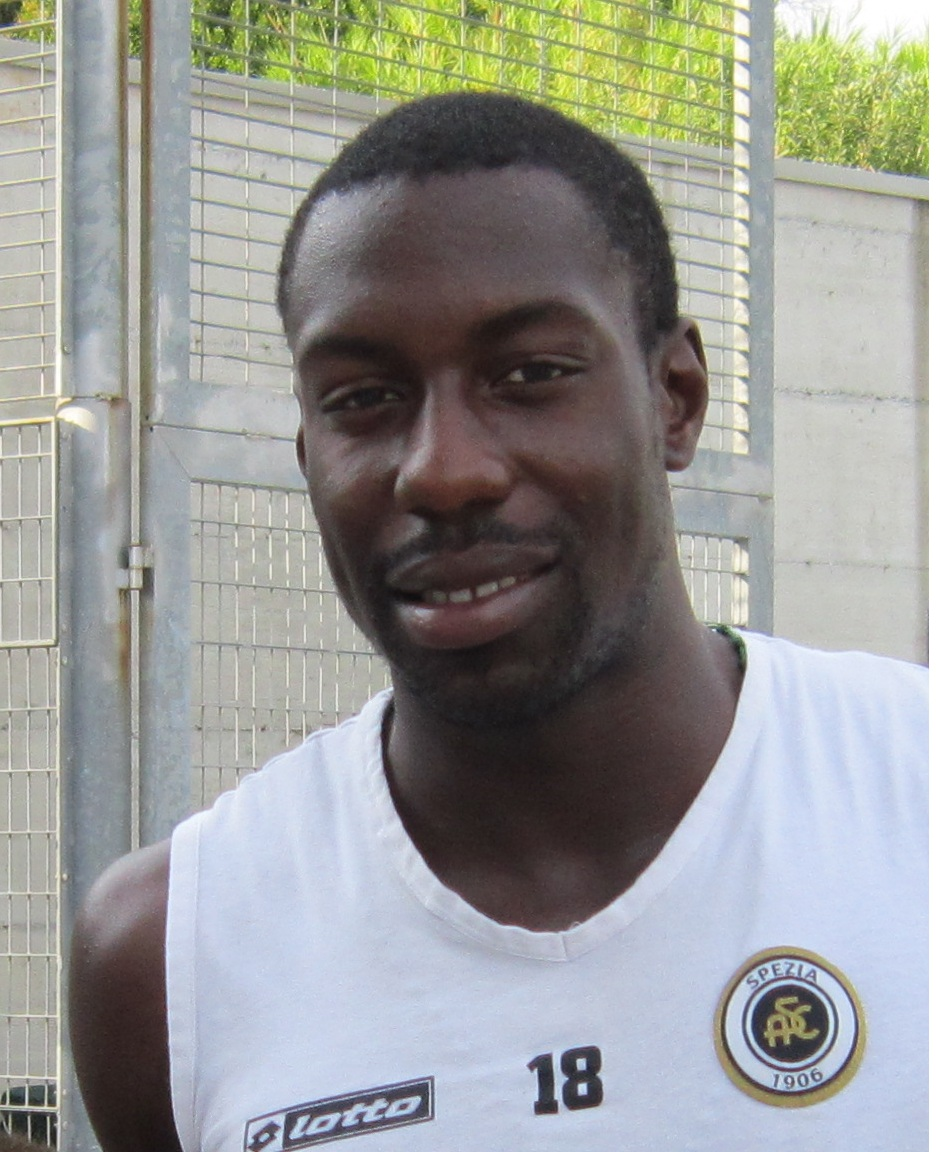
Stefano Okaka (* 1989)

- 1989: Stefano Okaka, italienischer Fußballspieler
- 1990: Bill Skarsgård, schwedischer Schauspieler
- 1990: Eugenio Alafaci, italienischer Radrennfahrer
- 1991: Philine von Bargen, deutsche Fußballerin
- 1991: Sofie Royer, österreichisch-iranisch-US-amerikanische Popsängerin und DJ
- 1992: Burkely Duffield, kanadischer Schauspieler
- 1992: Leonard Žuta, mazedonischer Fußballspieler
- 1994: Forrest Landis, US-amerikanischer Schauspieler
- 1994: King Von, US-amerikanischer Rapper
- 1997: Leon Bailey, jamaikanischer Fußballspieler
- 1998: Johannes Huß, deutscher Eishockeyspieler
- 1998: Panagiotis Retsos, griechischer Fußballspieler
- 2000: David Huddleston, bulgarischer Turner

### 21. Jahrhundert
- 2001: Alina Harnasko, belarussische Rhythmische Sportgymnastin
- 2001: Tahj Miles, britischer Schauspieler
- 2002: Jaden Montnor, niederländisch-surinamischer Fußballspieler
- 2002: Elina Michailowna Nagula, russische Billardspielerin
- 2003: Fabiana Mottis, Schweizer Volleyballnationalspielerin

## Gestorben

### Vor dem 17. Jahrhundert
- 0605 v. Chr.: Nabopolassar, babylonischer König
- 0378: Valens, römischer Kaiser
- 0456: Ankō, 20. Kaiser von Japan
- 0803: Irene, Kaiserin des Oströmischen Reiches
- 0813: Richulf, Erzbischof von Mainz
- 0815: Hathumar, erster Bischof von Paderborn
- 0833: Al-Ma'mūn, Kalif der Abbasiden
- 1048: Damasus II., Papst
- 1107: Horikawa, 73. Kaiser von Japan
- 1122: Kuno, Kardinalbischof von Praeneste
- 1157: Knut V. Magnusson, dänischer Gegenkönig
- 1167: Alexander II., Bischof von Lüttich
- 1167: Daniel I., Bischof von Prag
- 1173: Nadschmuddin Ayyub, kurdischer Politiker
- 1179: Roger, anglonormannischer Geistlicher
- 1202: Jakuren, japanischer Dichter und buddhistischer Mönch
- 1211: William de Braose, 4. Lord of Bramber, cambro-normannischer Adeliger
- 1354: Stephan, Prinz von Ungarn-Kroatien, Statthalter von Transsylvanien, Slawonien, Dalmatien und Kroatien
- 1364: Dietrich III. von Limburg, Graf von Limburg
- 1420: Pierre d’Ailly, französischer Theologe und Kardinal
- 1429: Jakobellus von Mies, tschechischer Priester und Schriftsteller
- 1447: Konrad von Oels, Fürstbischof von Breslau und Oberlandeshauptmann von Schlesien
- 1472: Johann Vitez, kroatischer Humanist, Bischof von Großwardein und Erzbischof von Gran
- 1496: Pietro di Francesco Orioli, italienischer Maler
- 1520: Angelina von Serbien, Heilige der serbisch-orthodoxen Kirche
- 1542: Margaret Butler, Countess of Ormonde, irische Adlige
- 1551: Hieronymus Nopp, evangelischer Theologe, Pädagoge und Regensburger Reformator

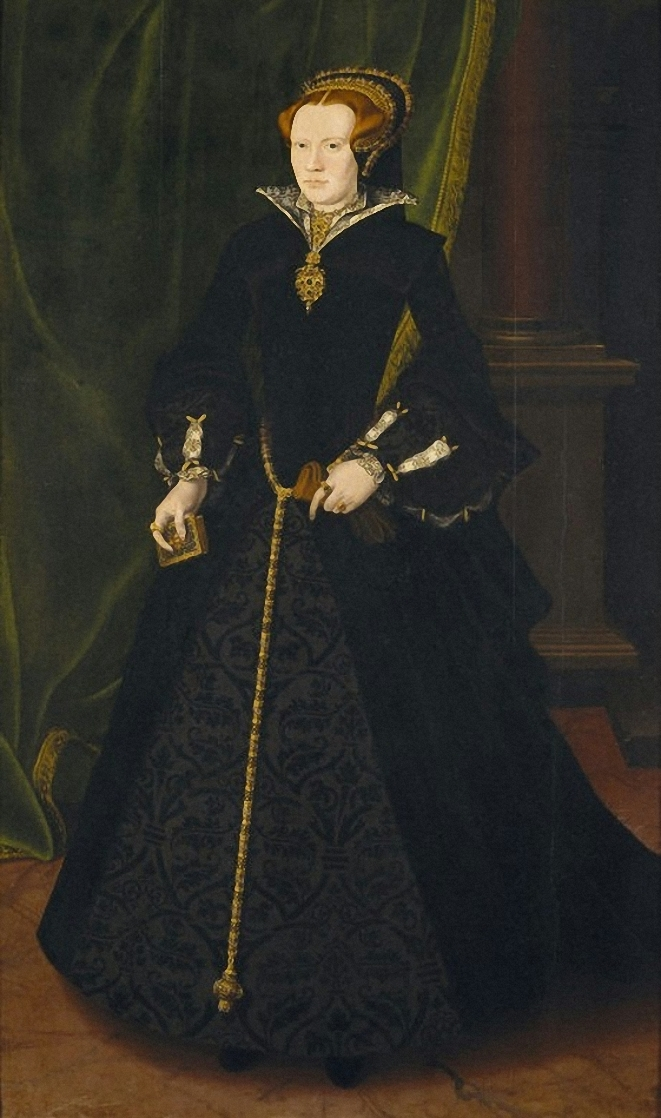
Mary Dudley († 1586)

- 1586: Mary Dudley, englische Hofdame
- 1598: Andreas Angelus, deutscher Pfarrer, Inspektor und Chronist
- 1598: Urban von Trennbach, Fürstbischof von Passau

### 17. und 18. Jahrhundert
- 1601: Johannes Andreae, deutscher Pfarrer und Theologe

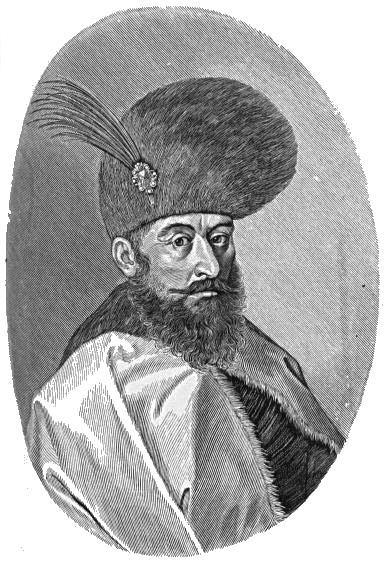
Mihai Viteazul († 1601)

- 1601: Mihai Viteazul, Fürst der Walachei, Gubernator von Transsilvanien und Herr über die Moldau

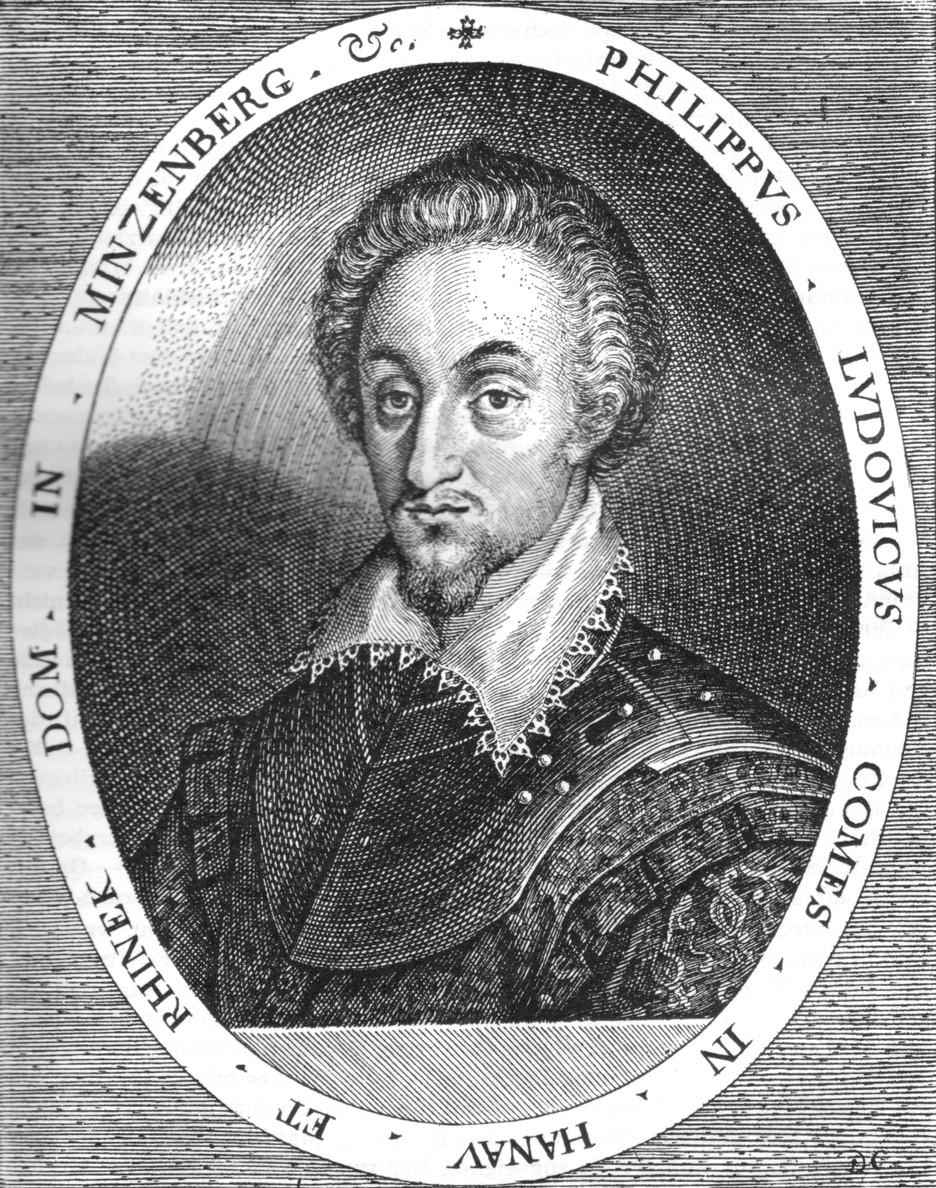
Philipp Ludwig II. († 1612)

- 1612: Philipp Ludwig II., Graf von Hanau-Münzenberg
- 1623: Georg, Graf von Nassau-Dillenburg
- 1625: Marcus Lycklama à Nijeholt, friesischer Junker, Jurist und Diplomat
- 1635: Johann II., Herzog von Pfalz-Zweibrücken
- 1646: Friedrich von Fürstenberg, kurkölnischer Landdrost im Herzogtum Westfalen
- 1650: Jerzy Ossoliński, polnisch-litauischer Staatsmann
- 1652: Frédéric-Maurice de La Tour d’Auvergne, Herzog von Bouillon, französischer General
- 1663: Silvester Hiller, Schweizer Mediziner und Bürgermeister von St.  Gallen
- 1668: Jacob Balde, deutscher Jesuit und Dichter
- 1684: Centurio Wiebel, kursächsischer Hofmaler
- 1700: Jean-Baptiste Tuby, französischer Bildhauer italienischer Herkunft
- 1721: Wolf Christoph Zorn von Plobsheim, deutscher Architekt
- 1726: Johann Adam Brandenstein, deutscher Orgelbauer
- 1734: Georg Sigismund Green der Ältere, deutscher lutherischer Theologe
- 1744: James Brydges, 1. Duke of Chandos, britischer Edelmann, Bauherr und Mäzen
- 1763: Johann Daniel Hardt, deutscher Gambist und Komponist
- 1775: Johann Ernst Gotzkowsky, preußischer Kaufmann und Patriot
- 1788: Carl von Imhoff, Kolonialoffizier der Britischen Ostindien-Kompanie und Porträtmaler
- 1796: Franz Philipp Adolph Schouwärt, deutscher Theaterschauspieler

### 19. Jahrhundert
- 1801: Fedele Tirrito, sizilianischer Maler, Schriftsteller, Prediger und Kapuzinerpater
- 1807: Valentin Rose der Jüngere, deutscher Apotheker
- 1808: Carlo Antonio Giuseppe Bellisomi, Nuntius in Deutschland und Kardinal
- 1809: Joseph Philipp Vukasović, österreich-ungarischer Feldmarschall-Leutnant

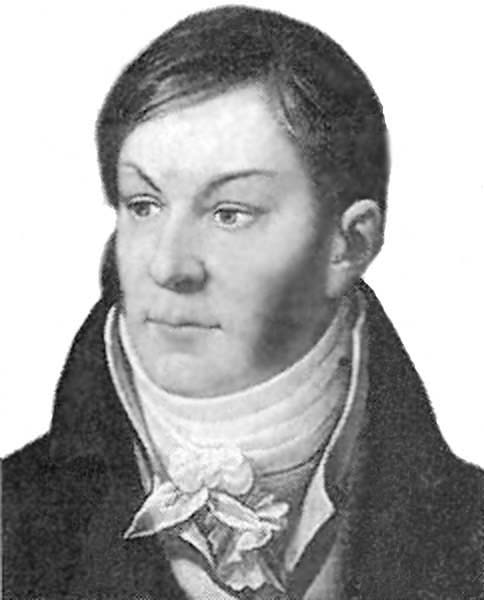
August Apel († 1816)

- 1816: August Apel, deutscher Jurist und Schriftsteller
- 1817: Leopold III. Friedrich Franz, Fürst von Anhalt-Dessau
- 1820: Anders Sparrman, schwedischer Naturkundler
- 1826: Johann Joachim Petz, deutscher Mediziner
- 1828: Friedrich Ludewig Bouterweck, deutscher Philosoph und Schriftsteller
- 1830: Nikolaus Christian Heinrich Dornheim, deutscher Grafiker und Maler
- 1837: Carl von Brühl, Generalintendant der Schauspiele und Museen in Berlin
- 1843: Maria Clementine Martin, Klosterfrau und Erfinderin des Klosterfrau-Melissengeistes
- 1847: Wilhelm von Schütz, deutscher Dichter
- 1850: Johann Christoph Bauriegel, deutscher Pädagoge
- 1851: Karl Gützlaff, deutscher Missionar
- 1853: Josef Hoëné-Wronski, polnischer Philosoph und Mathematiker

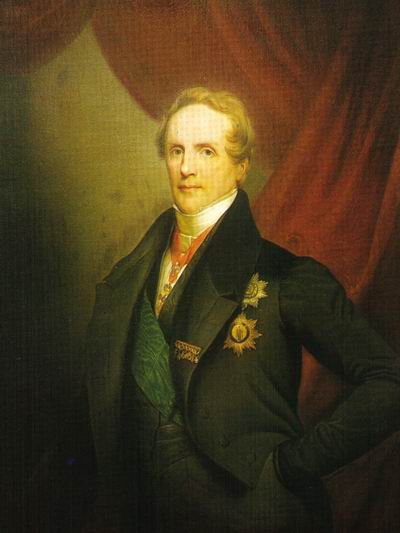
Friedrich August II. († 1854)

- 1854: Friedrich August II., König in Sachsen
- 1855: Guglielmo Pepe, neapolitanischer General
- 1860: Ignaz Heinrich von Wessenberg, katholischer Theologe
- 1861: Vincent Novello, britischer Musiker
- 1862: Johann Carl Gottlieb Arning, deutscher Jurist und Senator
- 1864: John Brown Francis, US-amerikanischer Politiker
- 1873: Casto José Alvarado, honduranischer Politiker
- 1874: Albert von Carlowitz, sächsischer Politiker
- 1876: Julius Victor Gerold, deutscher Komponist, Arrangeur und Armee-Musik-Direktor
- 1876: Christian Adalbert Kupferberg, deutscher Unternehmer

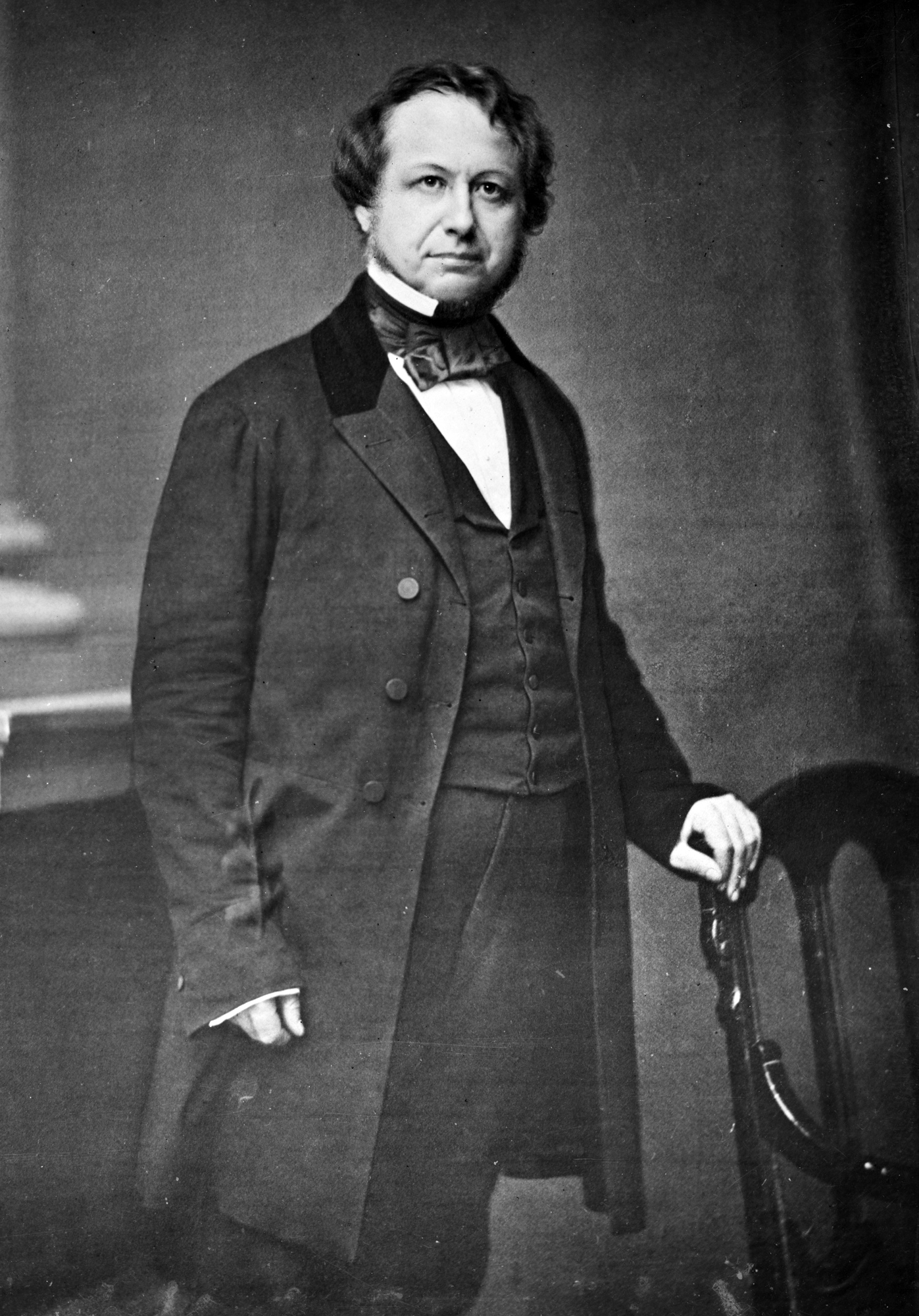
William Bigler († 1880)

- 1880: William Bigler, US-amerikanischer Politiker
- 1881: Otto Spiegelberg, deutscher Gynäkologe
- 1888: Charles Cros, französischer Dichter und Erfinder
- 1890: Eduard von Bauernfeld, österreichischer Lustspieldichter
- 1890: Ludwig Adolf Neugebauer, polnischer Gynäkologe
- 1891: Louis Constanz Berger, deutscher Industrieller und Politiker
- 1892: Emil Jakob Schindler, österreichischer Landschaftsmaler
- 1899: Edward Frankland, britischer Chemiker
- 1899ː Clara Oenicke, deutsche Historien-, Porträt- und Genremalerin
- 1900: Ahmed Cevad Pascha, General der osmanischen Armee und Staatsmann

### 20. Jahrhundert

#### 1901–1950
- 1901: Henri Philippe Marie d’Orléans, französischer Forschungsreisender
- 1902: Moritz Szeps, österreichischer Journalist und Zeitungsverleger
- 1903: Onno Klopp, deutscher Publizist und Historiker

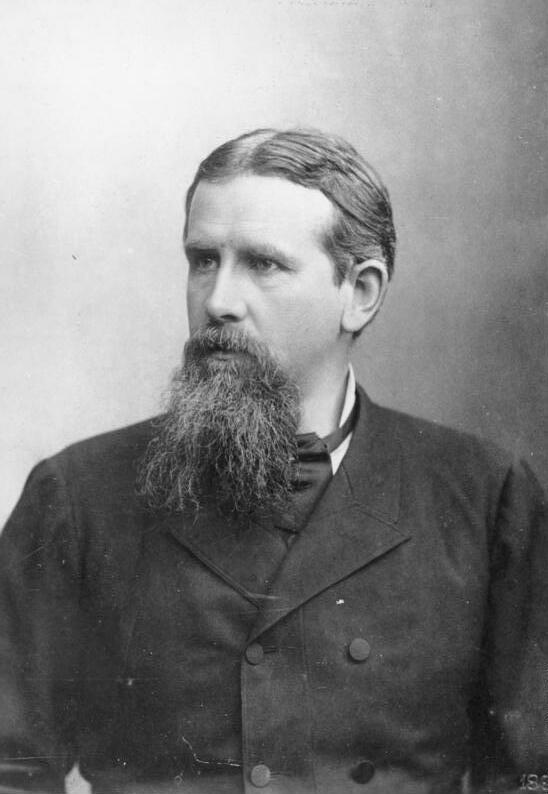
Friedrich Ratzel († 1904)

- 1904: Friedrich Ratzel, deutscher Zoologe und Geograph
- 1913: Wilhelm Albermann, deutscher Bildhauer
- 1914: Roque Sáenz Peña, argentinischer Anwalt und Politiker
- 1915: Frank Bramley, britischer Maler

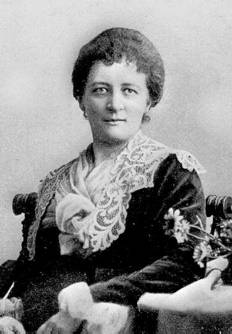
Lily Braun († 1916)

- 1916: Lily Braun, deutsche Schriftstellerin, Sozialdemokratin und Frauenrechtlerin
- 1916: Guido Gozzano, italienischer Dichter
- 1916: Adelheid Wette, deutsche Schriftstellerin
- 1918: František Plesnivý, böhmischer Architekt
- 1919: Ernst Haeckel, deutscher Zoologe und Philosoph

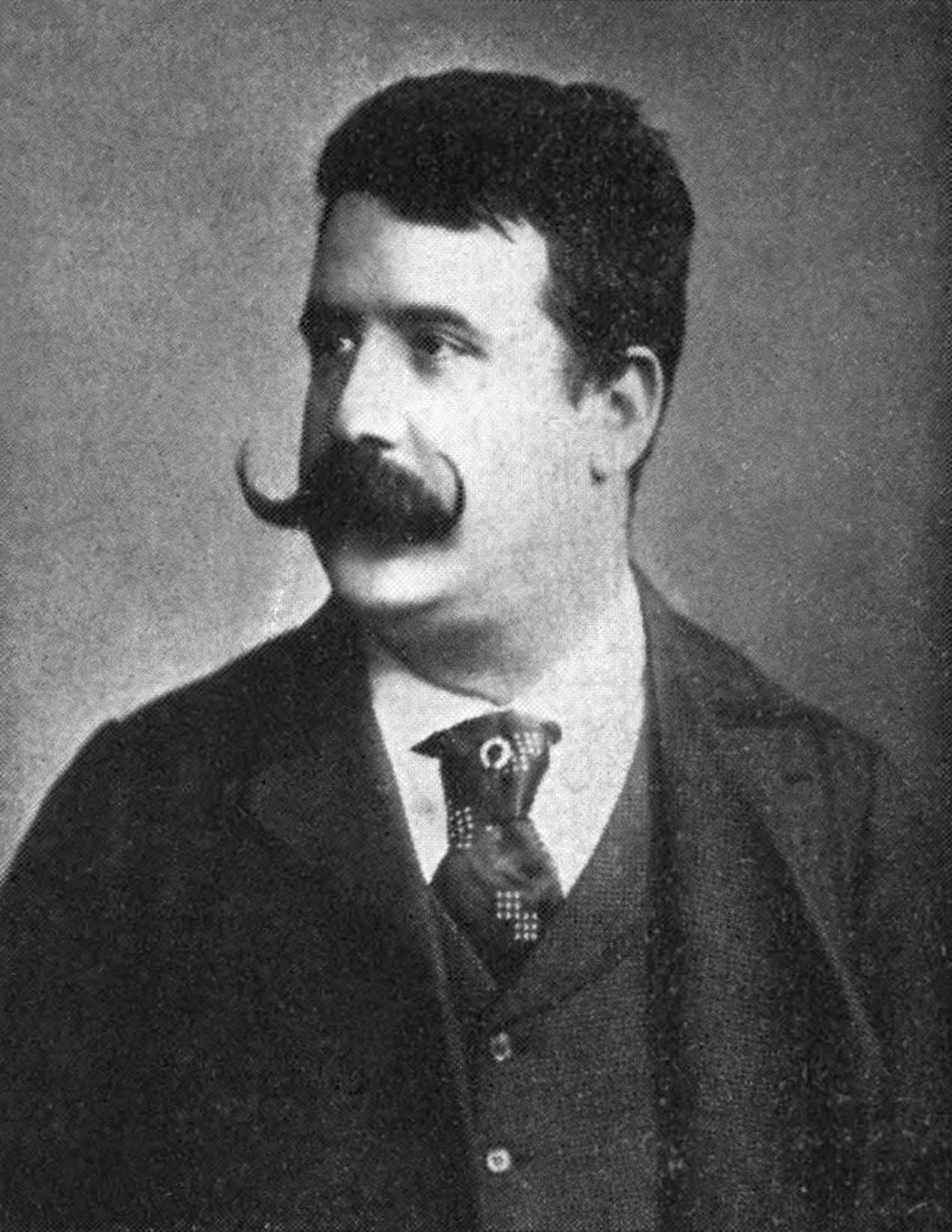
Ruggero Leoncavallo († 1919)

- 1919: Ruggero Leoncavallo, italienischer Opernkomponist
- 1925: Christian Bartholomae, deutscher Sprachwissenschaftler, Iranist und Indologe
- 1926: Konrad Hörni, Schweizer Unternehmer und Politiker
- 1928: Friedrich II., Großherzog von Baden
- 1929: Heinrich Zille, deutscher Maler, Zeichner und Fotograf
- 1933: Simon Breu, deutscher Komponist und Musiklehrer
- 1934: Arnaldo Galliera, italienischer Komponist und Musikpädagoge
- 1935: Walther Freiherr von Holzhausen, deutscher Schachspieler
- 1936: Máximo Arrates Boza, panamaischer Komponist
- 1938: Leo Frobenius, deutscher Ethnologe
- 1940: Rudolf Thurneysen, Schweizer Sprachwissenschaftler, Keltologe
- 1941: Ernst Volkmann, österreichischer Kriegsdienstverweigerer im Zweiten Weltkrieg
- 1942: Arnold Genthe, deutsch-amerikanischer Fotograf
- 1942ː Maria Aloysia Löwenfels, deutsche Ordensschwester und Opfer des Holocaust
- 1942: Lisamaria Meirowsky, deutsche Ärztin und Ordensfrau, NS-Opfer
- 1942ː Mirjam Michaelis, Ordensschwester der Ordensgemeinschaft der Josefschwestern und Märtyrin, NS-Opfer

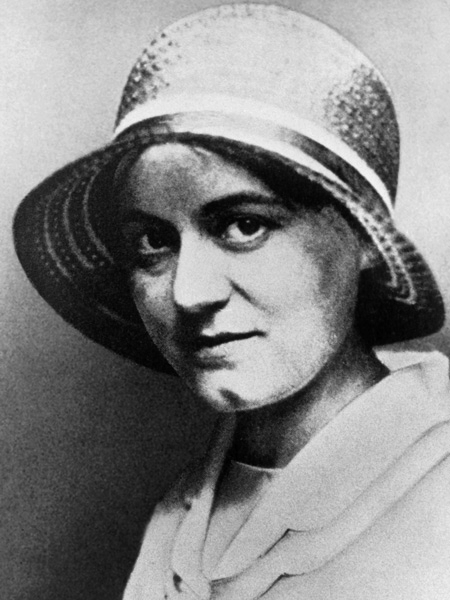
Edith Stein († 1942)

- 1942: Edith Stein, deutsche Philosophin und Nonne
- 1942: Rosa Stein, Schwester von Edith Stein, Holocaustopfer
- 1943: Franz Jägerstätter, österreichischer Landwirt, Kriegsdienstverweigerer im Zweiten Weltkrieg
- 1943: Chaim Soutine, französischer Maler litauischer Herkunft
- 1944: Darrell R. Lindsey, US-amerikanischer Pilot
- 1945: Harry Hillman, US-amerikanischer Leichtathlet, Olympiasieger
- 1945ː Meta Plückebaum, deutsche Malerin und Grafikerin
- 1945: Jakow Alexandrowitsch Protasanow, russischer Filmregisseur
- 1946: Johannes Esser, niederländischer Arzt, Schachmeister und Kunstsammler
- 1947: Reginald Innes Pocock, britischer Zoologe und Arachnologe
- 1949: Harry Davenport, US-amerikanischer Schauspieler
- 1949: Edward Lee Thorndike, US-amerikanischer Psychologe
- 1950: Ernst Hollstein, deutscher Fußballspieler

#### 1951–2000
- 1952: Bartholomäus Koßmann, deutscher Politiker, MdL, MdR, Widerstandskämpfer gegen den Nationalsozialismus
- 1953: Lucien Adrion, französischer Maler
- 1954: Leo Katz, österreichischer Schriftsteller
- 1955: Marion Bauer, US-amerikanische Komponistin
- 1955: Fritz Steuri, Schweizer Skirennläufer und Bergführer
- 1956: Rudolf Fettweis, badischer Direktor des Wasser- und Straßenbaus
- 1958: Felipe Boero, argentinischer Komponist
- 1959: Emil František Burian, tschechischer Komponist
- 1960: Marie Ulfers, deutsche Schriftstellerin

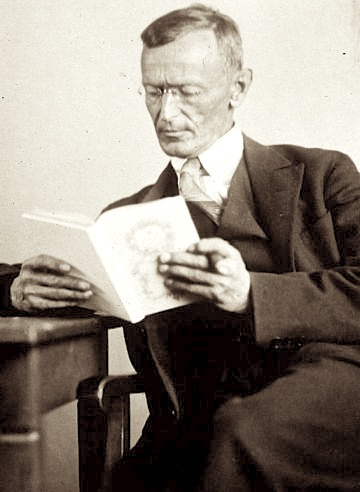
Hermann Hesse († 1962)

- 1962: Hermann Hesse, deutsch-schweizerischer Schriftsteller, Nobelpreisträger
- 1965: Arnold Krieger, deutscher Schriftsteller
- 1966: Herbert Berliner, kanadischer Musikproduzent und Erfinder
- 1966: Joan Gibert i Camins, katalanischer Pianist, Cembalist, Komponist und Musikpädagoge
- 1966: Gösta Nystroem, schwedischer Komponist und Maler
- 1967: Joe Orton, britischer Dramatiker
- 1967: Rudolf Vogel, deutscher Schauspieler
- 1967: Adolf Wohlbrück, österreichischer Schauspieler
- 1968: Friedrich Christian von Sachsen, Chef des Hauses Wettin
- 1969: Abigail Folger, US-amerikanische Millionenerbin
- 1969: Johannes Härtel, deutscher Generalmajor des Heeres der Bundeswehr

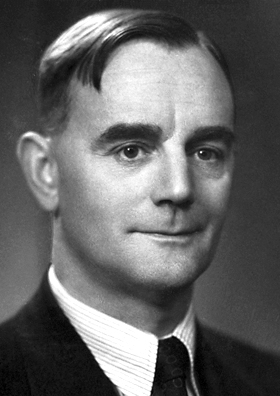
Cecil Powell († 1969)

- 1969: Cecil Powell, britischer Atomphysiker, Nobelpreisträger

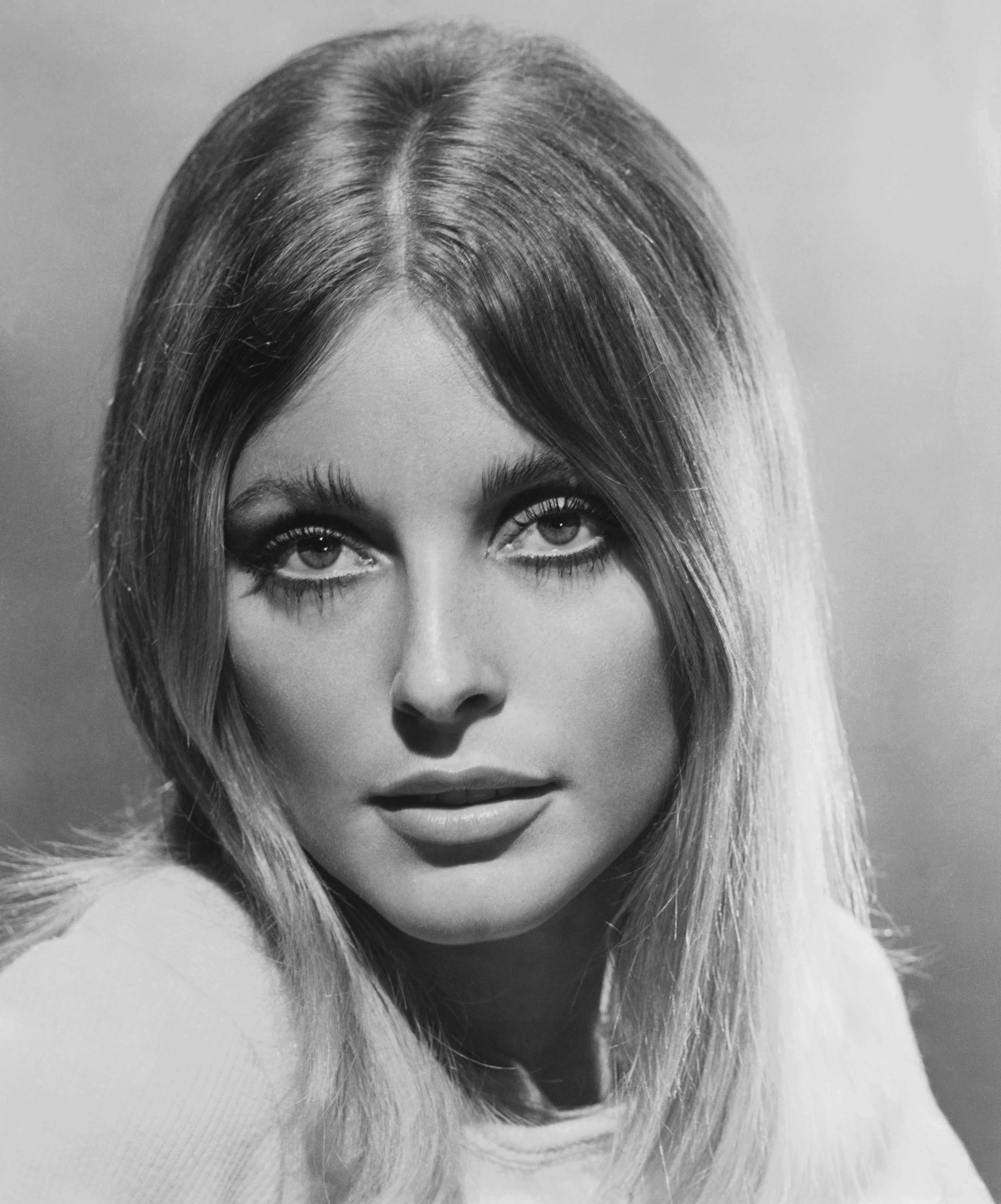
Sharon Tate († 1969)

- 1969: Sharon Tate, US-amerikanische Schauspielerin
- 1971: Otto Wagener, deutscher Generalmajor, Kriegsverbrecher
- 1972: Warren Paoa Kealoha, US-amerikanischer Schwimmer
- 1972: Ernst von Salomon, deutscher Schriftsteller
- 1973: William Aitken, schottischer Fußballspieler und -trainer
- 1973: Heinrich Fischer, deutscher Politiker, MdL, Landesminister
- 1974: Robert Boehringer, deutscher Industrieller und Lyriker
- 1974: Bill Chase, US-amerikanischer Trompeter
- 1975: Siegfried Hermelink, deutscher Musikwissenschaftler
- 1975: Karl Nag, norwegischer Ruderer
- 1975: Dmitri Dmitrijewitsch Schostakowitsch, sowjetischer Komponist, Pianist und Pädagoge
- 1976: José Lezama Lima, kubanischer Schriftsteller
- 1976: Hermann Sasse, deutscher lutherischer Theologe
- 1977: Jean Bassoul, libanesischer Erzbischof
- 1977: Johanna Decker, deutsche katholische Missionsärztin
- 1978: Hermine Schröder, deutsche Leichtathletin
- 1978: Elmer Sleight, US-amerikanischer American-Football-Spieler
- 1979: Josef Eichner, deutscher Politiker, MdB

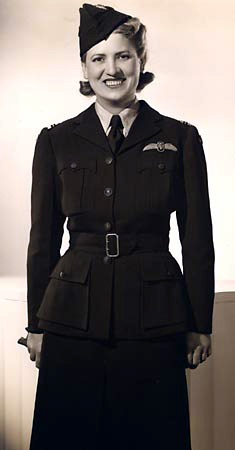
Jacqueline Cochran († 1980)

- 1980: Jacqueline Cochran, US-amerikanische Fliegerin
- 1980: Günther Grzimek, deutscher Rechtsanwalt, Notar, Politiker und Kunstsammler
- 1982: Emanuel Kaláb, tschechischer Militärkapellmeister, Dirigent und Komponist
- 1985: Fred Åkerström, schwedischer Liedermacher und Sänger
- 1985: Horst Gentzen, deutscher Schauspieler
- 1987: Jutta Balk, deutsche Malerin, Puppengestalterin
- 1988: Paul Ruegger, Schweizer Anwalt
- 1988: Giacinto Scelsi, italienischer Komponist
- 1989: Hans Ausserwinkler, österreichischer Politiker
- 1989: Hoyt Johnson, US-amerikanischer Country- und Rockabilly-Musiker
- 1990: Marianne Wünscher, deutsche Schauspielerin
- 1991: Richard Lee Armstrong, kanadischer Geologe und Geochemiker
- 1991: Richard Löwenthal, deutscher Politologe und Fernsehjournalist
- 1992: Friedrich Aichberger, deutscher Jurist
- 1992: Friedrich Wille, deutscher Mathematiker und Hochschullehrer
- 1993: Ludwig Gebhard, deutscher Kirchenmusiker, Komponist und Musikpädagoge
- 1993: Reinhard Kamitz, österreichischer Politiker
- 1994: Helena Rasiowa, polnische Mathematikerin
- 1995: Jerry Garcia, US-amerikanischer Rockmusiker und Songschreiber (Grateful Dead)
- 1996: May Ayim, deutsche Dichterin, Pädagogin und Aktivistin der afrodeutschen Bewegung
- 1996: Frank Whittle, britischer Pilot, Erfinder und Geschäftsmann
- 1997: Max Bloesch, Schweizer „Storchenvater“,
- 1998: Frankie Ruiz, US-amerikanischer Salsa-Sänger
- 1999: Georg Marischka, österreichischer Regisseur, Schauspieler und Drehbuchautor
- 1999: Rodrigo Riera, venezolanischer Gitarrist und Komponist
- 2000: John Harsanyi, ungarisch-US-amerikanischer Wirtschaftswissenschaftler

### 21. Jahrhundert
- 2001: Albino Milani, italienischer Motorradrennfahrer
- 2001: Otti Pfeiffer, deutsche Lyrikerin, Kinder- und Jugendbuchautorin
- 2002: Bertold Hummel, deutscher Komponist
- 2003: Gregory Hines, US-amerikanischer Stepptänzer und Schauspieler
- 2003: Skip Scott, US-amerikanischer Automobilrennfahrer
- 2004: Otto Kranzbühler, deutscher Jurist, Verteidiger bei den Nürnberger Prozessen
- 2004: Annemarie Marks-Rocke, deutsche Schauspielerin
- 2004: David Raksin, US-amerikanischer Komponist von Filmmusik

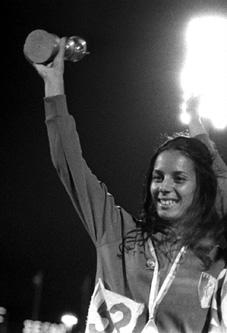
Colette Besson († 2005)

- 2005: Colette Besson, französische Leichtathletin, Olympiasiegerin
- 2005: Nikolai Georgijewitsch Putschkow, russischer Eishockeyspieler
- 2006: Günter Busch, deutscher Fußballspieler
- 2006: Miguel Angá Díaz, kubanischer Perkussionist
- 2006: Jenny Gröllmann, deutsche Schauspielerin und Hörspielsprecherin
- 2006: James Van Allen, US-amerikanischer Physiker
- 2007: Ulrich Plenzdorf, deutscher Schriftsteller, Drehbuchautor und Dramaturg
- 2007: Rudolf Thanner, deutscher Eishockeyspieler
- 2008: Mahmud Darwisch, palästinensischer Lyriker

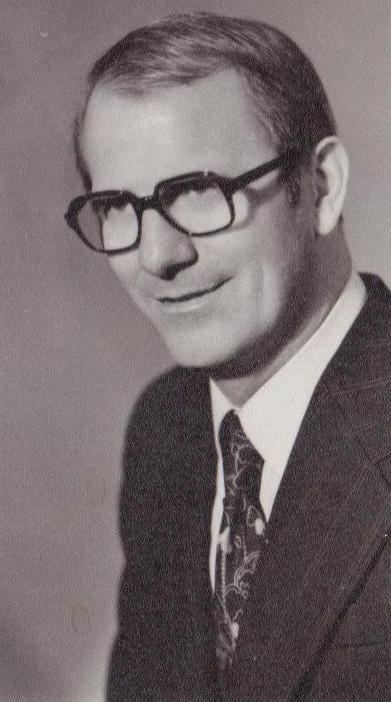
Walter Michael Klepper († 2008)

- 2008: Walter Michael Klepper, rumänischer Komponist
- 2008: Bernie Mac, US-amerikanischer Schauspieler
- 2009: Jasmine You, japanischer Musiker (Versailles)
- 2010: Ted Stevens, US-amerikanischer Politiker, US-Senator von Alaska
- 2011: Dietmar Sauermann, deutscher Volkskundler
- 2011: Werner W. Wallroth, deutscher Filmregisseur
- 2012: Mendel Basch, lettischer Schlosser, Dirigent, Komponist und Hochschullehrer
- 2012: Erol Togay, türkischer Fußballspieler und -trainer
- 2012: Milan Uherek, tschechischer Chorleiter und Komponist
- 2013: Klaus-Ernst Behne, deutscher Musikwissenschaftler und Hochschulpräsident
- 2013: Eduardo Falú, argentinischer Gitarrist und Komponist
- 2014: Wilhelm Fahlbusch, deutscher Theologe und Hochschullehrer
- 2014: Reinhold Hohl, Schweizer Kunsthistoriker und Kunstpublizist
- 2015: Frank Gifford, US-amerikanischer American-Football-Spieler
- 2015: Karl Schröder, deutscher Heimatforscher und Studiendirektor
- 2015: Thomas Schüler, österreichischer Schauspieler
- 2016: Miguel Asurmendi, spanischer Ordensgeistlicher und Bischof
- 2016: Ernst Iossifowitsch Neiswestny, russischer Bildhauer

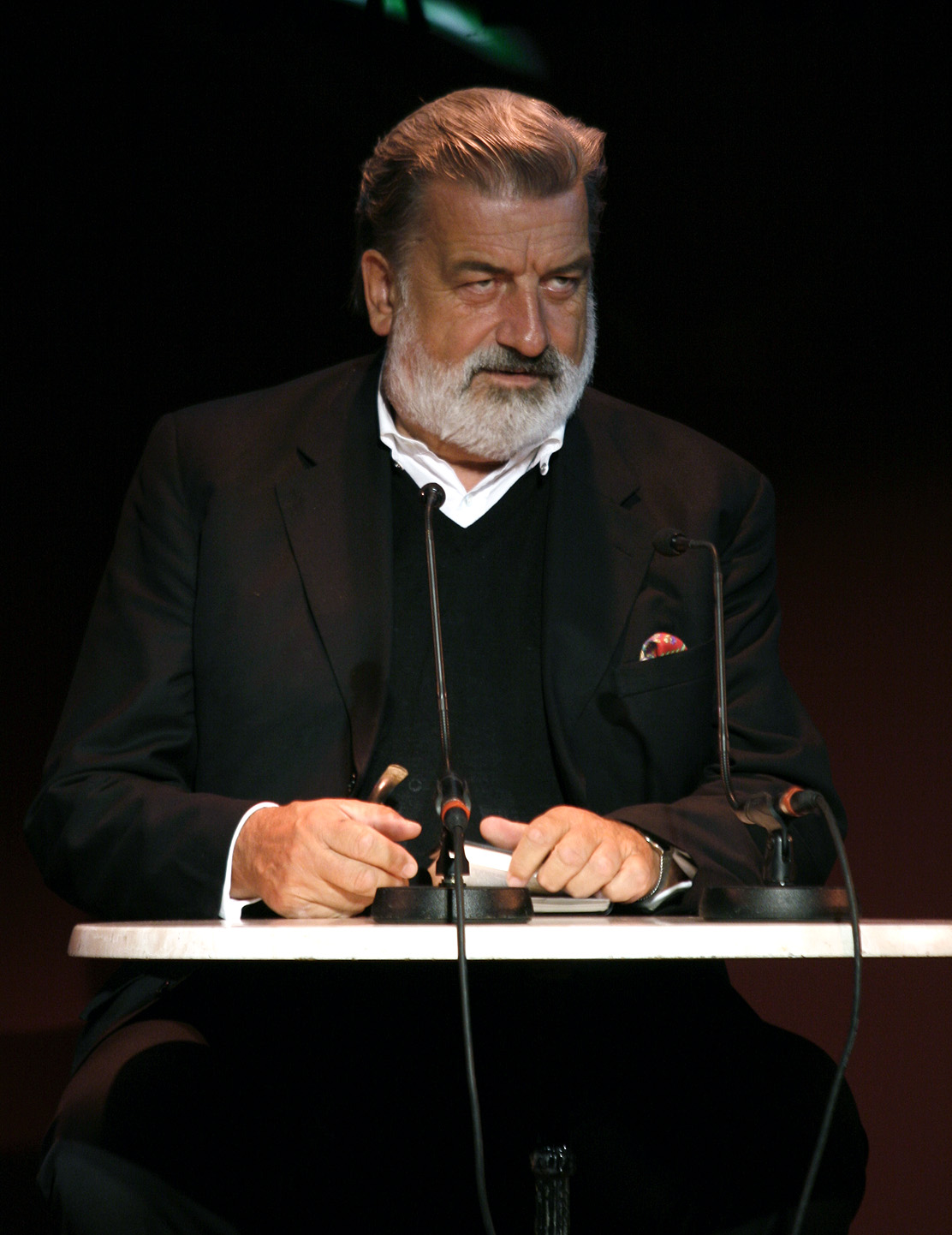
Gerhard Tötschinger († 2016)

- 2016: Gerhard Tötschinger, österreichischer Schauspieler, Intendant, Autor und Moderator
- 2017: Egon Ammann, Schweizer Verleger
- 2017: Micaëla Kreißler, deutsche Schauspielerin
- 2017: Marián Varga, slowakischer Musiker und Komponist
- 2018: Carol Springer, US-amerikanische Immobilienmaklerin und Politikerin
- 2018: Klaus Wildenhahn, deutscher Dokumentarfilmer
- 2019: Aboubacar Mé Diomandé, ivorischer Fußballspieler
- 2019: Robert Weimann, deutscher Anglist
- 2020: Fips Asmussen, deutscher Komiker und Alleinunterhalter

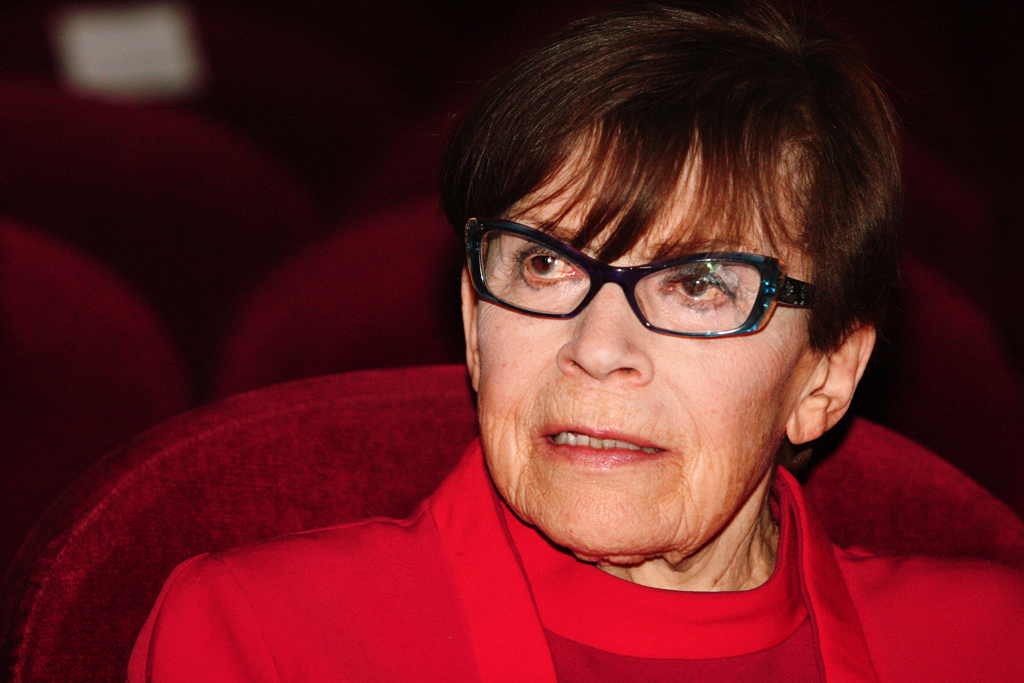
Franca Valeri († 2020)

- 2020: Franca Valeri, italienische Schauspielerin und Drehbuchautorin
- 2021: František Hrúzik, tschechoslowakischer Vielseitigkeitsreiter
- 2021: Sergei Adamowitsch Kowaljow, sowjetischer bzw. russischer Menschenrechtler
- 2022: Heinz Behrens, deutscher Schauspieler
- 2022: Willi O. Hoffmann, deutscher Fußballfunktionär

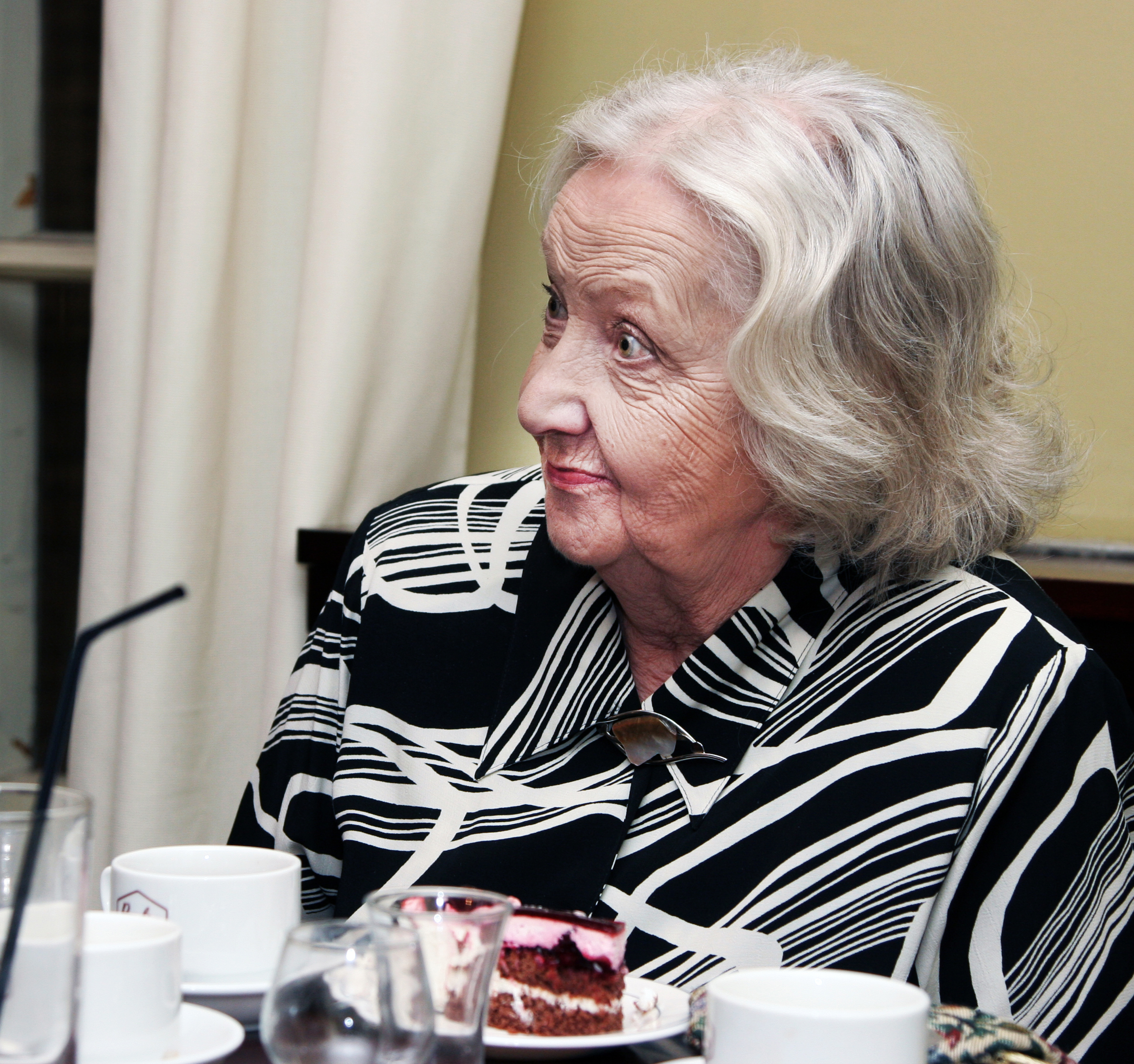
Ita Ever († 2023)

- 2023: Ita Ever, estnische Schauspielerin
- 2023: Robbie Robertson, kanadischer Rockmusiker

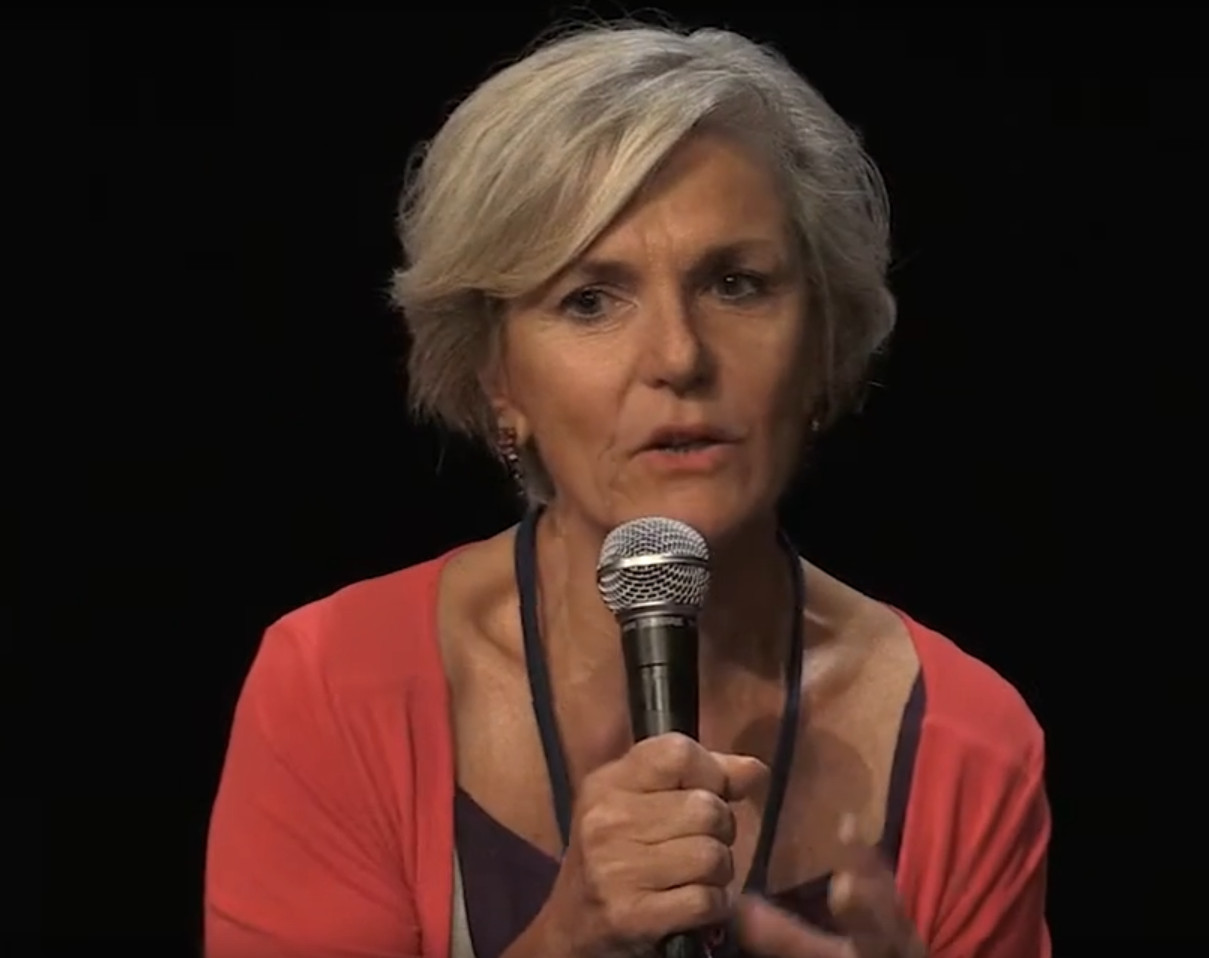
Véronique Trillet-Lenoir († 2023)

- 2023: Véronique Trillet-Lenoir, französische Onkologin und Politikerin
- 2023: Fernando Villavicencio, ecuadorianischer Politiker und Journalist
- 2024ː Susan Wojcicki, amerikanische Managerin
- 2025ː Stephanie Shirley, britische Unternehmerin und Philanthropin deutscher Herkunft

## Feier- und Gedenktage
- Kirchliche Gedenktage
  - Hl. Matthias, Märtyrer, Schriftgelehrter und Schutzpatron (orthodox)
  - Hl. Edith Stein, deutsche Philosophin und Frauenrechtlerin, Nonne, Märtyrin und Schutzpatronin von Europa (evangelisch, katholisch)
  - Adam Reusner, deutscher Reformator und Liederdichter (evangelisch)
- Namenstage
  - Edith, Roman
- Staatliche Feier- und Gedenktage
  - Singapur, Unabhängigkeit von Malaysia (1965)
- Internationale Aktionstage der Vereinten Nationen
  - Tag der indigenen Völker

Weitere Einträge enthält die Liste von Gedenk- und Aktionstagen.